# Bosnien und Herzegowina
Bosnien und Herzegowina (bosnisch/kroatisch/serbisch-lateinisch Bosna i Hercegovina [ˌbɔsnaixɛrʦeˈɡoːvina], serbisch-kyrillisch Босна и Херцеговина, Abkürzungen: BiH/БиХ; auch Bosnien-Herzegowina oder verkürzt Bosnien genannt) ist ein südosteuropäischer Bundesstaat. Er besteht geografisch aus der Region Bosnien im Norden – die rund 80 Prozent des Staatsgebiets einnimmt – und der kleineren Region Herzegowina im Süden. Politische Teilgebiete des Bundesstaates sind die Föderation Bosnien und Herzegowina, die Republika Srpska sowie der Brčko-Distrikt als Sonderverwaltungsgebiet. Hauptstadt und zugleich größte Stadt des Staates ist Sarajevo. Weitere Großstädte sind Banja Luka, Tuzla, Zenica, Bijeljina und Mostar.
Das Staatsgebiet liegt östlich des Adriatischen Meeres auf der Balkanhalbinsel und befindet sich nahezu komplett im Dinarischen Gebirge. Nachbarstaaten sind im Norden und Westen Kroatien, im Osten Serbien und Montenegro im Südosten. Des Weiteren hat der Staat bei Neum im Neum-Korridor einen rund 25 Kilometer langen Küstenstreifen an der Adria. Die bosnisch-herzegowinische Bevölkerung betrug 2020 gut 3,3 Millionen (siehe Bosnier und Herzegowiner).
Der Staat ging in seiner heutigen Form aus dem Abkommen von Dayton (1995) hervor und ist laut diesem Rechtsnachfolger der Republik Bosnien und Herzegowina, die unmittelbar nach einem Referendum Anfang 1992 gegründet wurde und während des Bosnienkrieges das einzige international anerkannte von insgesamt vier Staatsgebilden auf dem Territorium Bosnien und Herzegowinas war. Der Vertrag von Dayton beendete den Krieg im Land und schuf einen einheitlichen, jedoch stark dezentralisierten (föderalistischen) Staat. Heute besteht Bosnien und Herzegowina aus den beiden Entitäten Föderation Bosnien und Herzegowina (mehrheitlich von Bosniaken und bosnischen Kroaten bevölkert) und Republika Srpska (mehrheitlich von bosnischen Serben bevölkert). Das Sonderverwaltungsgebiet Brčko wurde nachträglich aus zu beiden Entitäten zugehörigen Anteilen der Vorkriegs-Großgemeinde Brčko geschaffen und fungiert heute als Kondominium beider Entitäten, verwaltet sich jedoch selbständig.
Bosnien und Herzegowina ist Mitglied des Mitteleuropäischen Freihandelsabkommens, der Vereinten Nationen, der Organisation für Islamische Zusammenarbeit (Beobachterstatus), des Europarates und der Union für den Mittelmeerraum sowie Teilnehmer der Organisation für Sicherheit und Zusammenarbeit in Europa und des Kooperationsrates für Südosteuropa.
Des Weiteren ist der Staat seit 2010 offizieller NATO-Beitrittskandidat. Beim Gipfeltreffen der EU-Mitgliedstaaten in Brüssel am 15. Dezember 2022 wurde Bosnien und Herzegowina offiziell der Status als Beitrittskandidat der Europäischen Union vergeben. Am 12. März 2024 empfahl die EU-Kommission die Aufnahme von Beitrittsverhandlungen. Am 21. März 2024 einigten sich die Staats- und Regierungschefs der Europäischen Union auf dem EU-Gipfel in Brüssel auf die Aufnahme von Beitrittsverhandlungen mit Bosnien und Herzegowina.

## Geographie
Bosnien und Herzegowina liegt im westlichen Teil der Balkanhalbinsel und ist in weiten Teilen durch eine bewaldete Mittelgebirgslandschaft geprägt, wobei die höchsten Berge Höhen von fast 2400 Metern über dem Meeresspiegel erreichen. Ein Teil des Berglandes, insbesondere in den westlichen Staatsteilen und der Herzegowina, ist verkarstet. Das hier anfallende Oberflächenwasser gelangt nicht in die großen Flusssysteme, sondern versickert größtenteils. Im Süden sowie in der nördlich gelegenen Save-Niederung gibt es auch flachere Regionen, die landwirtschaftlich genutzt werden. Ebenfalls im Süden befindet sich die 20 Kilometer lange Adria-Küste bei Neum.

### Grenzen
Bosnien und Herzegowina hat eine insgesamt 1538 Kilometer lange Außengrenze zu seinen drei Nachbarstaaten. Davon entfallen
- 932 Kilometer auf Kroatien, welches den Staat in einem Bogen nördlich und westlich umgibt; diese Grenze ist Teil der EU-Außengrenze,
- 357 Kilometer auf Serbien im Osten und
- 249 Kilometer auf Montenegro im Südosten.[8]

Der einzige Zugang zum Meer ist der Neum-Korridor, ein Gebietsstreifen, der das kroatische Staatsgebiet auf einer Breite von etwa 7,5 Kilometern unterbricht. Der südliche Teil Kroatiens mit der Stadt Dubrovnik war ursprünglich über den Landweg nur über das Gebiet Bosnien und Herzegowinas bzw. von Osten aus Montenegro zu erreichen. Seit Mitte 2022 bildet die Pelješac-Brücke eine Straßenverbindung zwischen den beiden Teilen Kroatiens, die den Neum-Korridor umgeht.
Bosnien und Herzegowina ist aufgrund seiner zentralen Lage die einzige ehemalige jugoslawische Teilrepublik, die ausschließlich von anderen ehemaligen Teilrepubliken umgeben ist.

### Geomorphologie

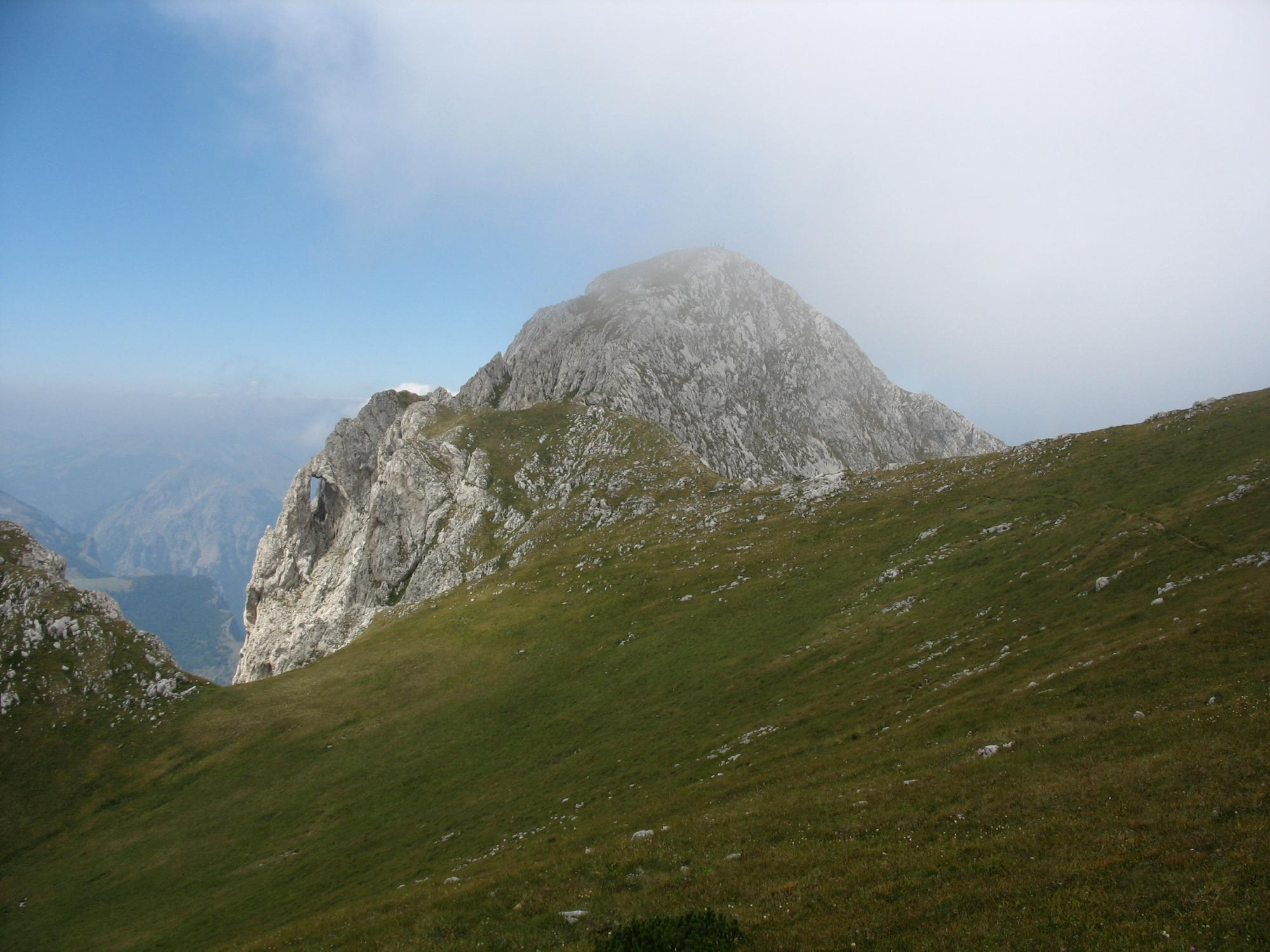
Der höchste Punkt des Landes: Maglić.

Die höchstgelegenen Gebiete des Landes befinden sich im Südosten, an der historischen Grenze zwischen Bosnien und der Herzegowina. Der Gipfel des südlich von Foča an der montenegrinischen Grenze gelegenen Maglić-Massivs ist mit 2386 Metern der höchste Punkt. Der Rest des Landes ist vorwiegend von Mittelgebirgslandschaft geprägt.

### Klima
Bosnien und Herzegowina liegt im Übergangsgebiet zwischen mediterranem und kontinentalem Klima. Die Winter können sehr kalt werden und Temperaturen bis zu −20 Grad Celsius sind keine Seltenheit. Die Sommer sind aufgrund der Lage des Landes überwiegend sehr heiß und trocken.

### Landschaftszonen

Landschaft im südwestlichen Teil Bosniens (bei Donji Vakuf)

Der Staat lässt sich nach den Klimazonen in drei Landschaftszonen einteilen.
Die pannonische Tiefebene
An der Nordgrenze hat Bosnien und Herzegowina Anteil an der Pannonischen Tiefebene, die sich hier im Bereich der Save-Niederung erstreckt.
Die dinarische Gebirgsregion
Die Dinarische Gebirgsregion, auch „Bosnische Dinariden“ genannt, erstreckt sich vom Südosten des Landes quer über die Mittelregion bis hin zum Nordwesten. Geprägt wird diese Landschaft von zahlreichen Bergen, die weniger verkarstet, sondern mit Waldoberflächen bedeckt sind. In dieser Landschaftszone befinden sich unter anderem Städte wie Sarajevo, Zenica und Bihać.
Diese Gebiete sind im Sommer meist sehr warm mit bis zu 35 °C und im Winter kalt, wobei die Temperatur auch auf −15 °C sinken und viel Schnee fallen kann.
Die adriatische Küstenregion
Die Herzegowina ist zumeist Teil der adriatischen Küstenregion. Die von mediterranen Einflüssen geprägte Herzegowina besteht hauptsächlich aus Karst bzw. verkarsteten Gebirgszügen. Der Fluss Neretva, der aus der nordöstlichen Herzegowina durch Mostar in Richtung Adriaküste fließt, ist der größte und bekannteste dieser Region.

### Gewässer

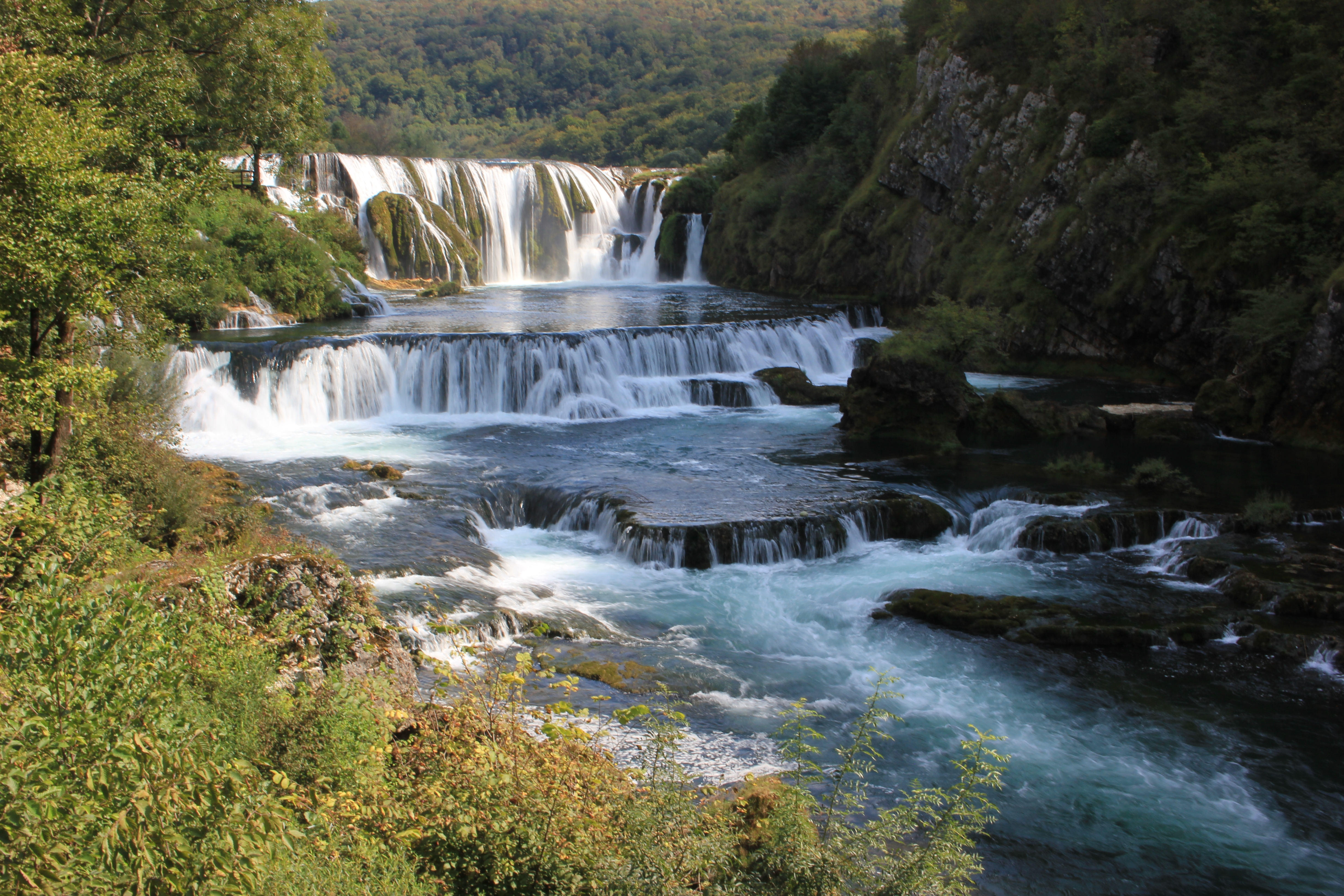
Wasserfall Štrbački Buk an der Una bei Bihać

Die wichtigsten Flüsse des Landes sind Save und Drina, die Bosnien und Herzegowina im Norden und Osten begrenzen, sowie die Bosna, welche im Landesinneren entspringt und in die Save mündet. Fast das gesamte Gebiet Bosniens gehört zum Einzugsgebiet der Save bzw. des Schwarzen Meeres, während die Flüsse der Herzegowina – zum Teil unterirdisch – in die Adria entwässern.
Die Täler der größeren Flüsse Bosniens erstrecken sich fast ausschließlich in Nord-Süd-Richtung, was für die Siedlungs- und Verkehrsgeschichte des Landes von Bedeutung ist. Zu den größeren Flüssen zählen die Una und Sana, der Vrbas und die Neretva. Abgesehen von der Save an der Grenze zu Kroatien ist kein Fluss in Bosnien und Herzegowina schiffbar.
Bosnien und Herzegowina liegt im Blauen Herz Europas.
Bosnien und Herzegowina hat wenige bedeutende Seen. Die meisten großen Stillgewässer wurden künstlich angestaut. Große Stauseen gibt es an Drina (z. B. Zvorniksee), Neretva (Jablaničko jezero), Vrbas und Trebišnjica (Bilećko jezero). Auch der Modračko jezero bei Lukavac im Kanton Tuzla ist ein Stausee.

### Landnutzung
Nur ein knappes Fünftel der Staatsfläche ist für den Ackerbau geeignet. Diese Flächen befinden sich vor allem entlang der Save, am Unterlauf der Neretva und in den Poljen der Herzegowina.

### Flora und Fauna
Die Tier- und Pflanzenwelt des Landes ist artenreich und vielfältig. Die Flora und Fauna des Landes profitiert von der geringen Bevölkerungsdichte und den unbewohnten Landstrichen. Um die 60 Prozent der Fläche von Bosnien und Herzegowina sind bewaldet, besonders das Gebirge ist sehr waldreich. Durch die schwere Zugänglichkeit ist die Natur auch wenig bedroht. So konnte der Lebensraum vieler seltener Tiere und Pflanzen erhalten werden.

### Flora
Viele bedrohte Pflanzenarten haben in den Hochgebirgen des Landes einen Lebensraum. Im Nationalpark Sutjeska am gleichnamigen Fluss befindet sich der Perućica-Urwald – einer der größten, die noch in Europa erhalten sind. Im Bereich des Dinarischen Gebirges gilt eine Höhe von 500 bis 1000 Metern als Niedrigzone. In diesem Bereich sind Eichen- und Buchenbewaldung typisch. In der Höhe von 1500 Metern kommt eine Buchen-, Fichten-, Tannen- und Kieferbewaldung vor. Ein Baum, der in fast allen Gebirgen des Landes vorkommt, ist die Waldkiefer. Eine Mischung aller dieser Baumarten findet man vor, wenn bewaldete Bereiche schon in niedriger Höhe beginnen und sich nach oben fortsetzen. In diesem Falle spricht man von einer Illyrischen Florenprovinz.
Man kann in allen Bereichen der Hochzone Gebirgsgewächse wie beispielsweise Windröschen, Thymian und Katzenkraut antreffen. Sie sind wie die klassische Alpenflora auf den Bergen zu finden. Eine Besonderheit sind die durch Höhleneinbrüche entstandenen Dolinen. Auf den großen Flächen der Dolinen findet man typische Pflanzen einer kälteren Gebirgslandschaft, während auf den Rändern mittelmeertypische Pflanzen wachsen. Ein gutes Beispiel für die Flora des Landes ist das Gebirge Bjelašnica. Man trifft am Fuße des Berges verschiedene Laubbaumarten wie Eichen, Trauben- bzw. Wintereichen, Weißdorn und Schwarzbuchen an. In den höheren Regionen herrscht ein Mischwald mit Buchen und Tannen.
Der Walnussbaum ist in Südosteuropa heimisch und in der Niedrigzone weit verbreitet. Die Hochgebirge weisen überwiegend Wacholder auf, welcher außerordentlich widerstandsfähig gegen Kälte ist. Im Frühling kann man eine große Zahl an Blumen finden. Typische Vertreter sind Veilchen, Enziane, Narzissen, Kamille, Bärlauch, duftende Schlüsselblumen, Natternköpfe und Stiefmütterchen. Viele bereits weiträumig ausgestorbene Blumen haben sich in Bosnien und Herzegowina eingebürgert, wie beispielsweise die Orchideengewächse am Prokoškosee. Manche kalkhaltige Böden bieten ideale Bedingungen für Orchideengewächse wie z. B. für das Rote Waldvöglein oder die Berghyazinthe. Wegen des warmen Klimas gedeihen in dieser Region auch Liliengewächse. Zum Beispiel wachsen in Bosnien und Herzegowina einige seltene Vertreter der Gattung Tulipa, wie z. B. die Tulipa biflora, die von Kroatien bis Albanien verbreitet ist oder die Tulipa orphanidea, welche eine Seltenheit ist und von der unberührten Natur profitiert.
Zudem weist das Land eine beachtliche Anzahl an Endemiten auf. Das Lilium carniolicum var. bosniacum ist im zentralen Bosnien auf kalkhaltigen Böden endemisch. Lange war seine Klassifikation unklar, was dazu führte, dass man es als Unterart bzw. Varietät zu den Pyrenäen-Lilien oder als Synonym zu den Lilia chalcedonica zählte. Erst nach molekulargenetischen Untersuchungen wurde es schließlich der Krainer Lilie zugeordnet. Eine Pflanze, die auch lange ohne eindeutige Zuordnung war und in Bosnien gedeiht, ist Lilium jankae. Das Vorkommen reicht bis hin zu den Rhodopen.

### Fauna
Aale kann man z. B. in Hutovo Blato antreffen. Hutovo Blato ist ein Naturpark, zu dem viele kleine Seen und Sümpfe gehören. Auch eine große Anzahl anderer Wassertierarten, besonders zahlreiche Krebsarten, kommen vor.
Von vielen verschiedenen Schlangenarten, die man in Bosnien und Herzegowina antreffen kann, sind zwei giftig. Zu den giftigen gehören die Europäische Hornotter und die Kreuzotter. Die Vierstreifennatter ist eine der ungiftigen Arten. Neben Schlangen lebt auch eine große Anzahl anderer Reptilien wie z. B. Echsen in Bosnien und Herzegowina.
Die Vogelwelt hat sich in den bosnischen Gebirgen gut erhalten. Der Grünspecht ist in den Laubwäldern und der Schwarzspecht in den Nadelwäldern des Landes heimisch. Gänsegeier sind in einigen Bergen wie z. B. der Bjelašnica beheimatet. Zu den wichtigsten Greifvögeln des Landes gehören die Steinadler sowie die Falkenarten. Der Steinadler ist in Küstennähe und in den vielen vorkommenden Gebirgen beheimatet. Der Turmfalke ist in ganz Bosnien und Herzegowina anzutreffen. Der Lannerfalke kommt in einigen wenigen Brutpaaren in der Herzegowina vor. Auch sind unzählige Insekten- und Käfergattungen im Land vertreten.
Das größte Tier des Landes ist der vom Aussterben bedrohte Braunbär, von dem rund 2800 Exemplare in Bosnien und Herzegowina leben.

### Städte
Große Landesteile sind nur dünn besiedelt. Vereinfacht dargestellt konzentriert sich der Großteil der Bevölkerung im Raum Sarajevo sowie in den Tälern der größeren Flüsse, v. a. der Bosna.
Im Jahr 2023 lebten 50 Prozent der Einwohner Bosnien und Herzegowinas in Städten. Die größten Städte in Bosnien und Herzegowina sind (Einwohnerzahlen für die Großgemeinden):
| Rang | Name       | Name       | Einwohner   | Einwohner   | Verwaltungseinheit         |
| Rang | lateinisch | kyrillisch | Zensus 2013 | Zensus 1991 | Verwaltungseinheit         |
| 1.   | Sarajevo   | Сарајево   | 291.422     | 361.735     | Kanton Sarajevo            |
| 2.   | Banja Luka | Бања Лука  | 150.997     | 143.079     | Republika Srpska           |
| 3.   | Tuzla      | Тузла      | 120.441     | 83.770      | Kanton Tuzla               |
| 4.   | Zenica     | Зеница     | 115.134     | 96.027      | Kanton Zenica-Doboj        |
| 5.   | Bijeljina  | Бијељина   | 114.663     | 37.216      | Republika Srpska           |
| 6.   | Mostar     | Мостар     | 113.169     | 75.865      | Kanton Herzegowina-Neretva |
| 7.   | Prijedor   | Приједор   | 97.588      | 112.543     | Republika Srpska           |
| 8.   | Brčko      | Брчко      | 83.516      | 87.332      | Brčko-Distrikt             |
| 9.   | Doboj      | Добој      | 71.441      | 27.498      | Republika Srpska           |
| 10.  | Cazin      | Цазин      | 66.149      | 63.409      | Kanton Una-Sana            |

## Bevölkerung

### Demografie

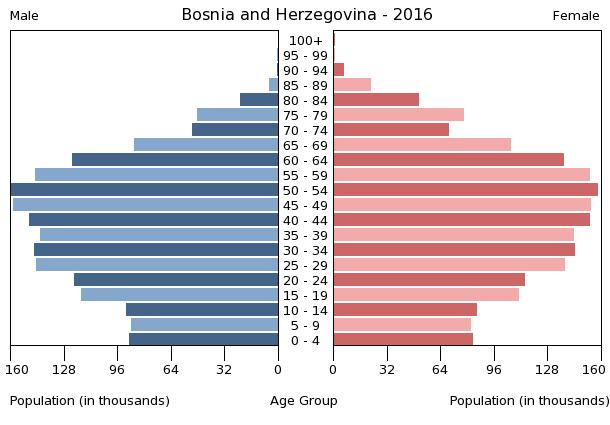
Bevölkerungspyramide von Bosnien und Herzegowina 2016

Bosnien und Herzegowina hatte 2022 3,2 Millionen Einwohner. Die Einwohnerzahl sank um 1,2 %. Zum Bevölkerungsrückgang trug ein Sterbeüberschuss (Geburtenziffer: 8,3 pro 1000 Einwohner vs. Sterbeziffer: 15,9 pro 1000 Einwohner) bei. Die Bevölkerung sinkt seit den 1990er-Jahren infolge des Krieges, aufgrund von Auswanderung und wegen der niedrigen Geburtenrate. Die Anzahl der Geburten pro Frau lag 2022 statistisch bei 1,3, die der Region Europa und Zentralasien betrug 1,7. Der Median des Alters der Bevölkerung lag im Jahr 2021 bei 41,8 Jahren. Im Jahr 2023 waren 14,7 Prozent der Bevölkerung unter 15 Jahre, während der Anteil der über 64-Jährigen 18,7 Prozent der Bevölkerung betrug.
| Jahr | Einwohnerzahl | Jahr | Einwohnerzahl |
| ---- | ------------- | ---- | ------------- |
| 1950 | 2.661.000     | 1990 | 4.463.000     |
| 1960 | 3.226.000     | 2000 | 3.767.000     |
| 1970 | 3.761.000     | 2010 | 3.722.000     |
| 1980 | 4.180.000     | 2020 | 3.281.000     |

### Name der Staatsbürger und Volksgruppen
Die Staatsbürger Bosnien und Herzegowinas werden als Bosnier bezeichnet. Damit sind Bosniaken und Kroaten wie auch Serben gemeint, die in Bosnien und Herzegowina beheimatet sind. Dagegen werden mit dem Begriff Bosniaken ausschließlich die bosnischstämmigen Muslime bezeichnet. Alle zählen zu den „drei konstituierenden Völkern“ des Staates und sind offiziell gleichberechtigt.

Geographische Verteilung der drei Volksgruppen
Bosniaken > 66 %
Bosniaken 50–66 %
Bosniaken größte Gruppe, < 50 %
Serben > 66 %
Serben 50–66 %
Serben größte Gruppe, < 50 %
Kroaten > 66 %
Kroaten 50–66 %
Kroaten größte Gruppe, < 50 %

Die Volkszählung 2013 ergab einen Anteil von 50,1 Prozent Bosniaken (größtenteils Muslime), 30,8 Prozent Serben (größtenteils Orthodoxe) sowie 15,4 Prozent Kroaten (größtenteils Katholiken). Der Rest der Bevölkerung gehört entweder einer der 17 offiziell anerkannten Minderheiten wie Roma und Juden an oder gab keine ethnische Zuordnung an. Die ethnische Selbstzuordnung der Bosnier basiert hauptsächlich auf ihrer Religionszugehörigkeit und der teils damit verbundenen kulturellen Unterschiede. Eine sprachliche Trennung gibt es innerhalb Bosniens nicht, da alle Volksgruppen ijekavisch-neuštokavische Dialekte des Serbokroatischen sprechen. Seit den Jugoslawienkriegen bezeichnen sie ihre Sprache jedoch in der Regel analog zur ethnischen Zugehörigkeit als Bosnisch, Kroatisch oder Serbisch und verwenden den entsprechenden schriftsprachlichen Standard.
2017 waren 1,1 % der ansässigen Bevölkerung im Ausland geboren.

### Sprachen

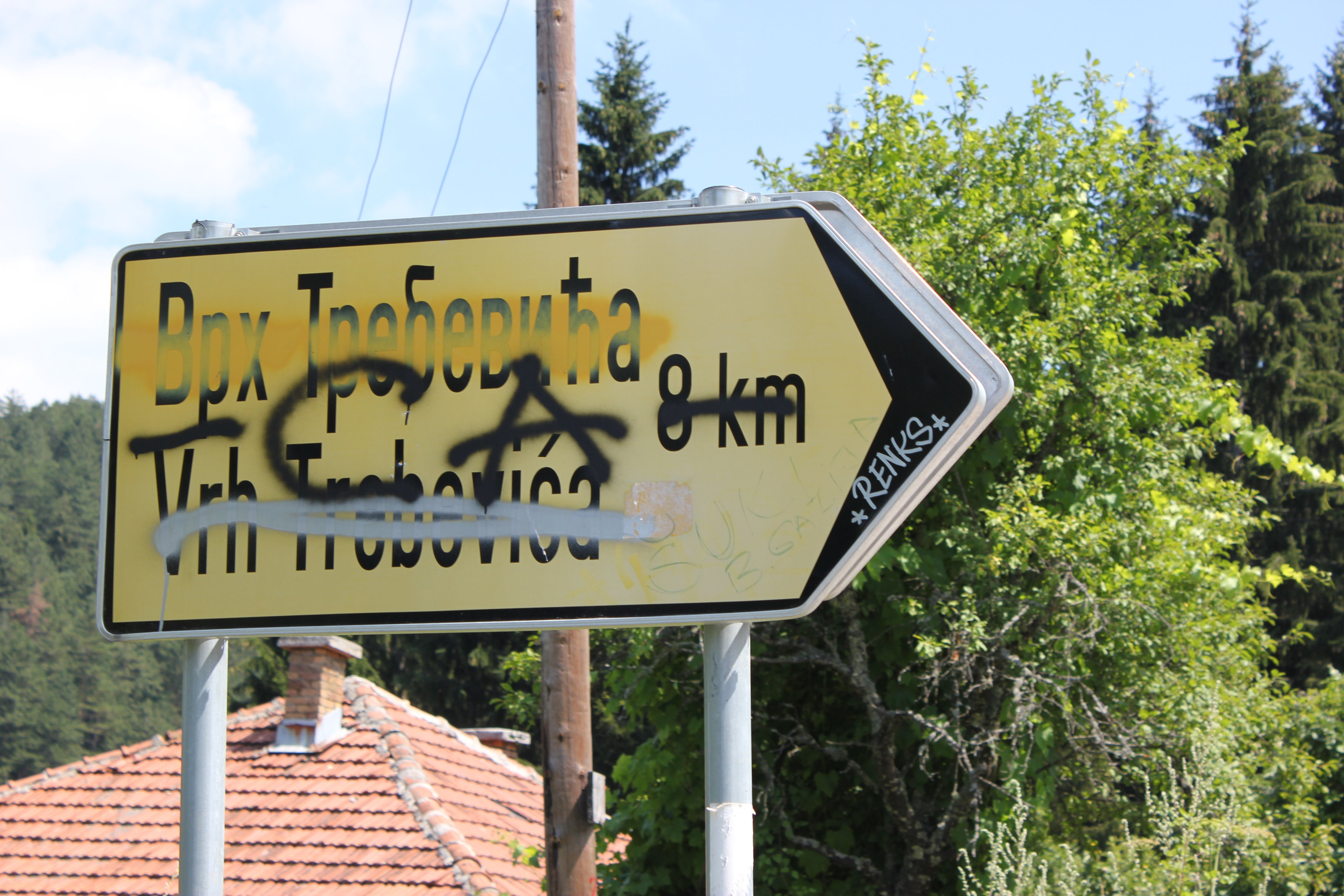
Doppelt übersprühtes kyrillisch-lateinisches Hinweisschild am Trebević bei Sarajevo

Die Einwohner Bosniens und der Herzegowina sprechen meist ijekavische Varietäten der štokavischen Dialektgruppe, die sich untereinander kaum unterscheiden. In der geschriebenen Form werden gemäß der offiziellen Aufteilung der Bevölkerung in drei konstituierende Völker – Bosniaken, Kroaten und Serben – die eng miteinander verwandten Standardsprachen Bosnisch, Serbisch und Kroatisch verwendet. Je nach Sichtweise werden diese Sprachen auch zusammenfassend als Serbokroatisch bezeichnet.
Die drei Standardsprachen lassen sich insbesondere hinsichtlich ihrer Schrift unterscheiden. So wird Serbisch in Bosnien und Herzegowina vorwiegend in kyrillischer und in geringerem Maße auch in lateinischer Schrift geschrieben, Kroatisch dagegen ausschließlich mit dem lateinischen Alphabet. Bosnisch kann in beiden Schriftsystemen geschrieben werden, das lateinische wird jedoch im Allgemeinen bevorzugt. Im zeitlichen Umfeld des Bosnienkrieges kam die kyrillische Schrift bei bosnischen Serben vermehrt zur Anwendung, was vor allem in der gewünschten Abgrenzung von den anderen beiden Bevölkerungsgruppen begründet liegt. So war die kyrillische Schrift in der Republika Srpska zwischenzeitlich konsequenter in Gebrauch als in Serbien selbst.
Sprachlich sind die Unterschiede zwischen den drei Varianten sehr gering; sie beschränken sich auf einen kleinen Teil des Wortschatzes und betreffen gewisse Lautungen. So enthält die bosniakische Standardsprache mehr Wörter osmanischer beziehungsweise türkischer Herkunft wie etwa akšam (Abend).
Neben den štokavischen Dialekten sind bei den kleineren Volksgruppen, z. B. den Roma, eigene Sprachen in Gebrauch.

### Religionen

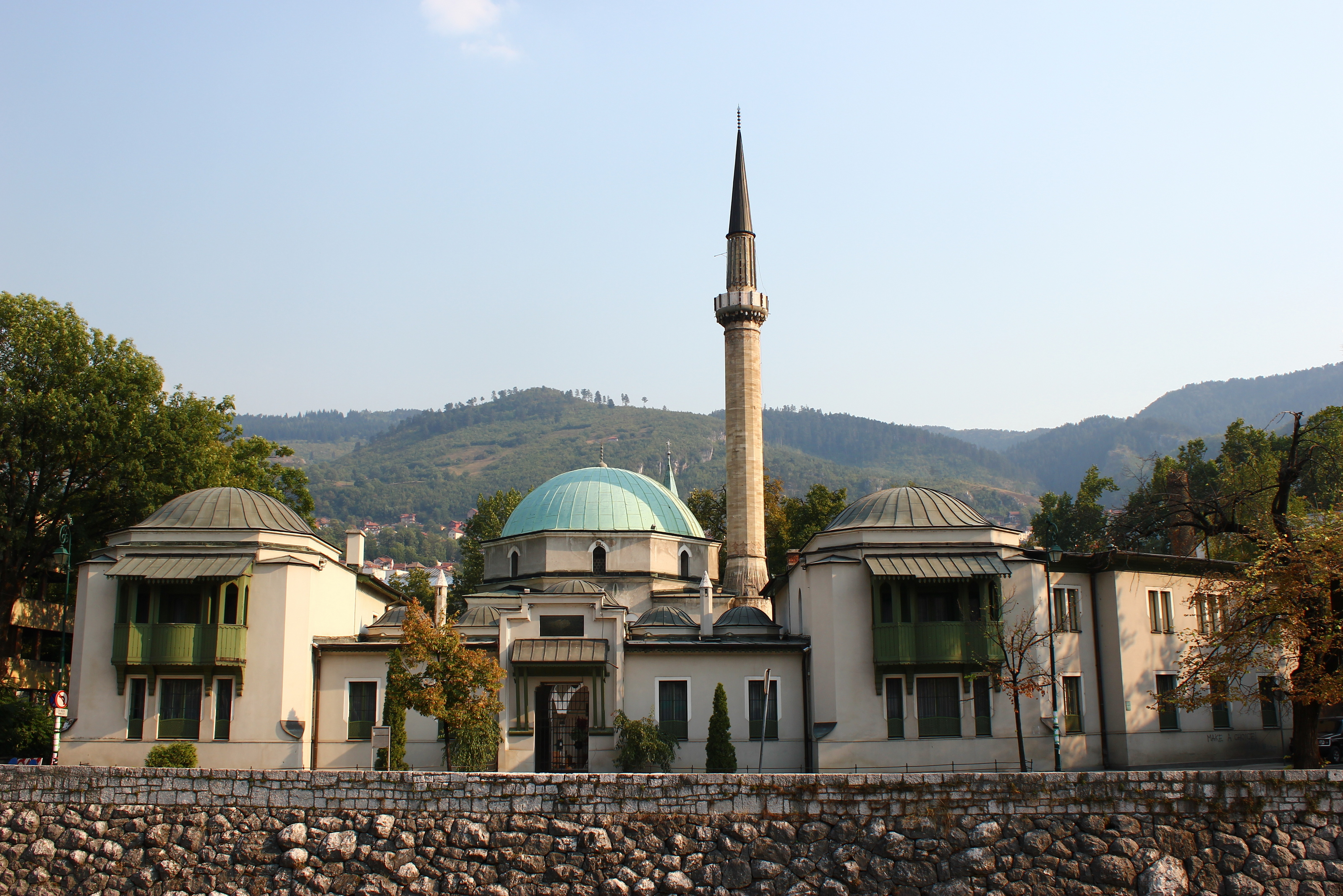
Kaisermoschee in Sarajevo

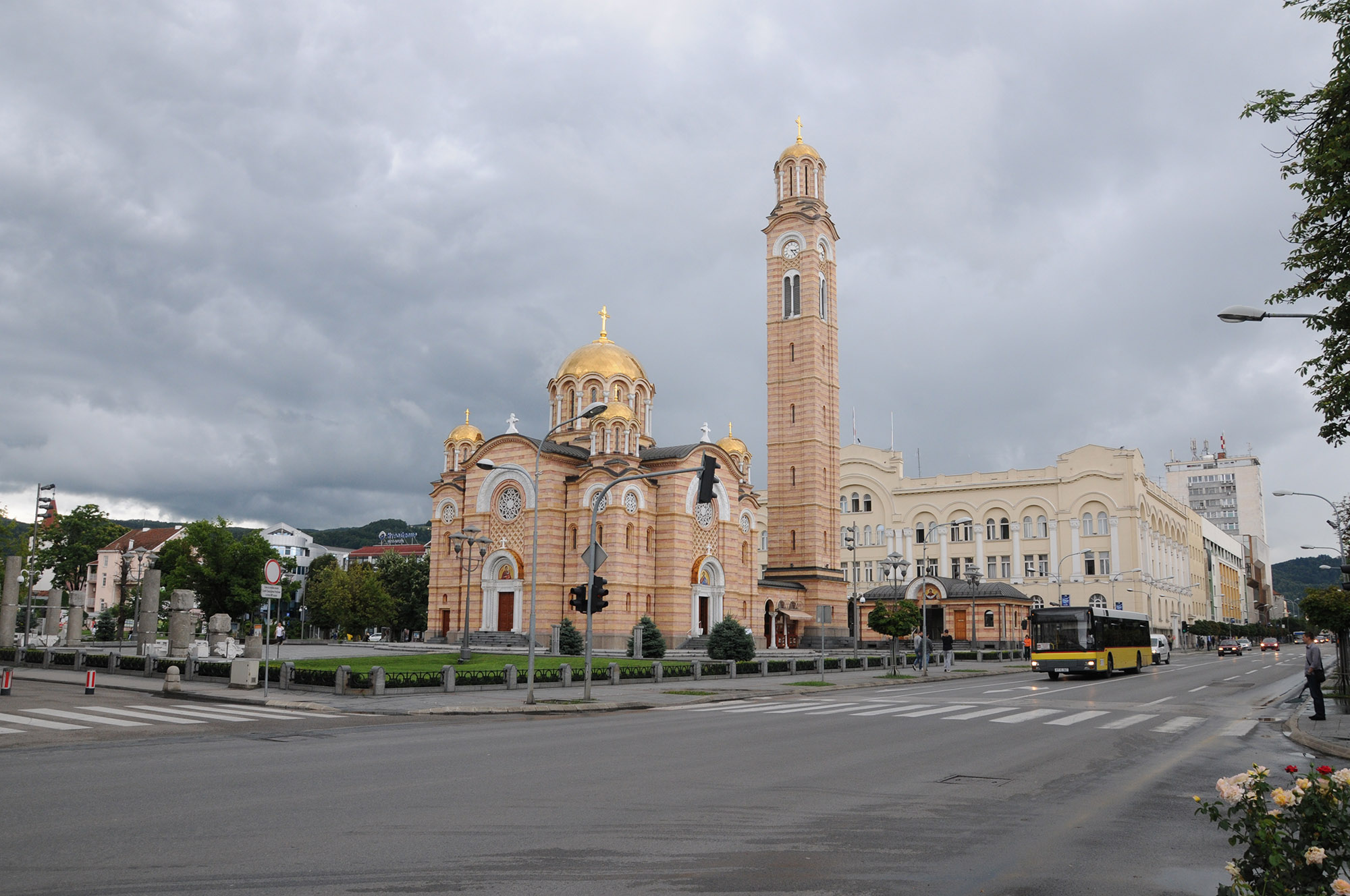
Christ-Erlöser-Kathedrale (Banja Luka)

#### Christentum, Islam
In Bosnien und Herzegowina gibt es seit Jahrhunderten ein Nebeneinander verschiedener Religionen und Glaubensrichtungen. Die meisten Einwohner werden formell einer der zwei großen monotheistischen Religionsgemeinschaften (Christentum und Islam) zugerechnet: Muslime (nach dem Zensus 2013 ca. 50,7 %, meist ethnische Bosniaken), mehrheitlich serbische orthodoxe Christen (2013 ca. 30,7 %) sowie mehrheitlich kroatische römisch-katholische Christen (ca. 15,2 %). Für viele Einwohner ist diese Zuordnung aber seit der jugoslawischen Zeit eher Ausdruck einer kulturellen, historischen oder familiären Verbundenheit als einer tatsächlichen Religiosität. Nach der Volkszählung von 2013 sind 0,3 % Agnostiker und 0,8 % Atheisten. 2,3 % der Gesamtbevölkerung des Staates gehören anderen Gruppen wie dem Protestantismus an, gaben nichts an, oder gaben keine Antwort.
1991 waren noch 42,8 Prozent Muslime, 30,1 Prozent Serbisch-Orthodoxe und 17,6 Prozent Katholiken. 5,7 Prozent bezeichneten sich als Atheisten; die restlichen 3,8 Prozent zählten zu anderen Glaubensrichtungen oder waren konfessionslos.

#### Judentum
2008 lebten rund 1000 Juden in Bosnien und Herzegowina, etwa 900 Sepharden und 100 Aschkenasi. Die größte Gemeinde ist die von Sarajevo mit etwa 700 Mitgliedern.
1400 der 2000 im Bosnienkrieg aus Sarajevo vor allem nach Israel geflüchteten Juden haben immer noch die bosnische Staatsbürgerschaft. 600 von ihnen möchten laut einer von 2012 bis 2014 dauernden Forschungsarbeit wieder nach Sarajevo zurückkehren. Laut der Befragung sehen die Juden Bosnien und Herzegowina nach Israel als für sie zweitsichersten Staat der Welt an und bewerten die Sicherheitslage mit einer Schulnote von 1,3.

### Bildung
Eine Schulpflicht besteht bis zur neunten Schulklasse. Die Absolventen können sich im Anschluss daran für eine dreijährige Berufsausbildung oder für eine drei- bis vierjährige Sekundarschulausbildung an Gymnasien, kirchlichen Schulen, Kunstschulen, technischen Schulen oder Lehrerbildungsinstituten entscheiden. Der Zugang zu den Universitäten steht nach Bestehen einer Aufnahmeprüfung den Absolventen einer Sekundarschule sowie – eingeschränkt – Absolventen von Berufsschulen offen.
Die Zuständigkeit der Kantone (innerhalb der Föderation) und der Republika Srpska für die Kultur- und Bildungspolitik führt zu einem zersplitterten Bildungssystem mit teilweise ethnozentrisch bestimmten Lehrplänen. In Gebieten mit ethnisch gemischter Bevölkerungsstruktur werden Schüler häufig nach Volksgruppen getrennt unterrichtet.
Universitäten gibt es in Sarajevo, Ost-Sarajevo (Pale), Banja Luka, Mostar (die kroatisch dominierte Sveučilište Mostar und die bosniakisch dominierte Universität „Džemal Bijedić“), Tuzla, Zenica und Bihać.
2015 konnten 98,5 Prozent der Bevölkerung lesen und schreiben.

### Gesundheit
Die Gesundheitsausgaben des Landes betrugen im Jahr 2021 9,6 % des Bruttoinlandsprodukts. Die Sterblichkeit bei unter 5-jährigen betrug 2022 6,0 pro 1000 Lebendgeburten. Die Lebenserwartung der Einwohner Bosnien und Herzegowinas ab der Geburt lag 2022 bei 75,3 Jahren (Frauen: 77,5, Männer: 73,1).

## Geschichte

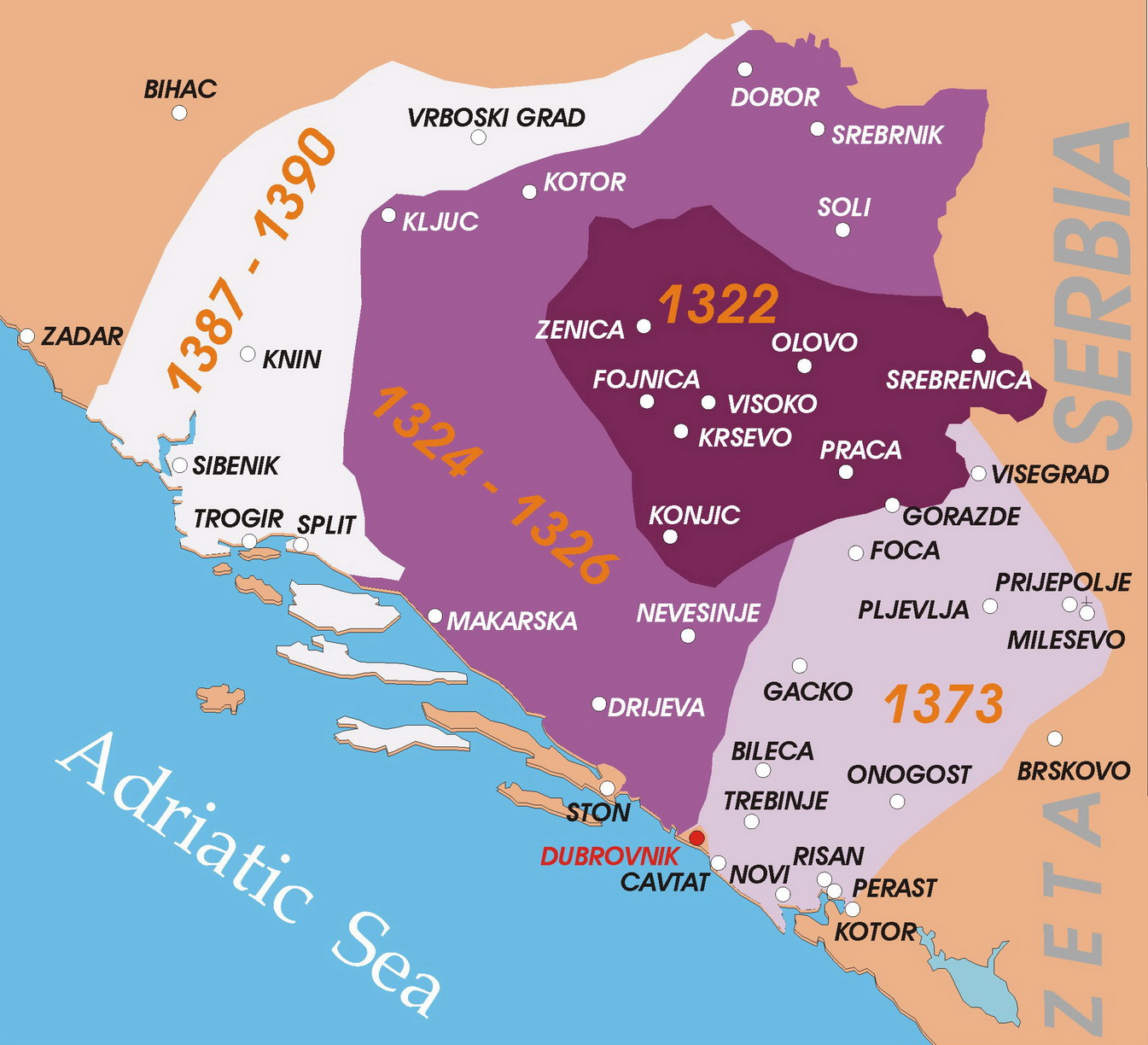
Ausweitung des bosnischen Königreichs im Mittelalter

Bosnien und Herzegowina besteht aus zwei historischen Regionen, die aber keine Beziehung zu der heutigen Einteilung in Entitäten haben: Bosnien und die Herzegowina. Der Landesname Bosnien leitet sich vom Fluss Bosna ab, der nahe der Hauptstadt Sarajevo entspringt. Der Name Herzegowina geht auf den von Stjepan Vukčić Kosača verwendeten Herrschertitel Herceg = Herzog (Hercegovina=Herzogsland) zurück.

### Vorgeschichte
Die Region wurde sehr früh von Menschen besiedelt. Archäologische Funde zeugen von den ersten Hochkulturen in Bosnien. Die Butmir-Kultur ist eine archäologische Kultur des Neolithikums in der Region von Ilidža. Sie besaß eine einzigartige Keramik und gehört zu den am besten erforschten Kulturen Europas aus der Zeit von ca. 5500 bis 4500 v. Chr. Die besterforschte Siedlung der Butmir-Kultur liegt am Rand des Ortsteiles Okolište der Gemeinde Visoko. Dort konnte durch zahlreiche Ausgrabungen zwischen 1966 und 2008 eine Siedlung der Butmir-Kultur in ihrer Entwicklung über 500 Jahre (5200 bis 4700 v. Chr.) vollständig erfasst und dokumentiert werden. Die geborgenen Gegenstände befinden sich heute im Nationalmuseum von Bosnien und Herzegowina.
Später waren die Illyrer prägende Bewohner im Gebiet des heutigen Bosnien und Herzegowina und die ersten, über die historische Informationen vorliegen. In der Antike war Bosnien lange Teil des Römischen Reiches in der Provinz Illyrien. Die Illyrer besiedelten die westliche Hälfte der Balkanhalbinsel und damit auch Bosnien in der Bronzezeit (um 1200–1100 v. Chr.). Archäologische Forschungen haben gezeigt, dass die Stämme vor allem Viehzucht und weniger Ackerbau betrieben. Auch Bergbau (Silber) wurde in Bosnien schon durch die Illyrer betrieben.

### Mittelalter
Im 7. Jahrhundert wurde die Region von slawischen Völkern besiedelt. Bereits im 9. Jahrhundert wurde Bosnien erstmals urkundlich als eine Region (Banat) erwähnt. Aus dem Banat Bosnien entstand ein Königreich, das erst ab dem 12. Jahrhundert als gefestigtes Territorium zu fassen ist. Spätestens in der Zeit kurz vor 1250 setzte sich das Fürstenhaus Kotromanić durch.

### Osmanisches Reich
1463 wurde Bosnien von den Osmanen erobert. Durch die Einwanderung der Osmanen nach Bosnien entstanden viele Moscheen und es kam vermehrt zu Konversionen der christlichen Bevölkerung zum Islam, was dazu führte, dass Bosnien aufgrund des höheren Anteils an muslimischer Bevölkerung einen Sonderstatus im Osmanischen Reich genoss. 1527 wurde das Eyalet Bosnien gegründet, welches das Gebiet des heutigen Gesamtstaates Bosnien und Herzegowina, Teile Kroatiens, Montenegros, sowie den Sandschak von Novi Pazar umfasste, woraus um 1580 letztendlich das Paschalik Bosnien resultierte. Gebrochen und wieder abgeschüttelt wurde die osmanische Macht durch den Massenaufstand der bosnischen Bevölkerung 1876/78.

### Habsburgermonarchie und Erster Weltkrieg

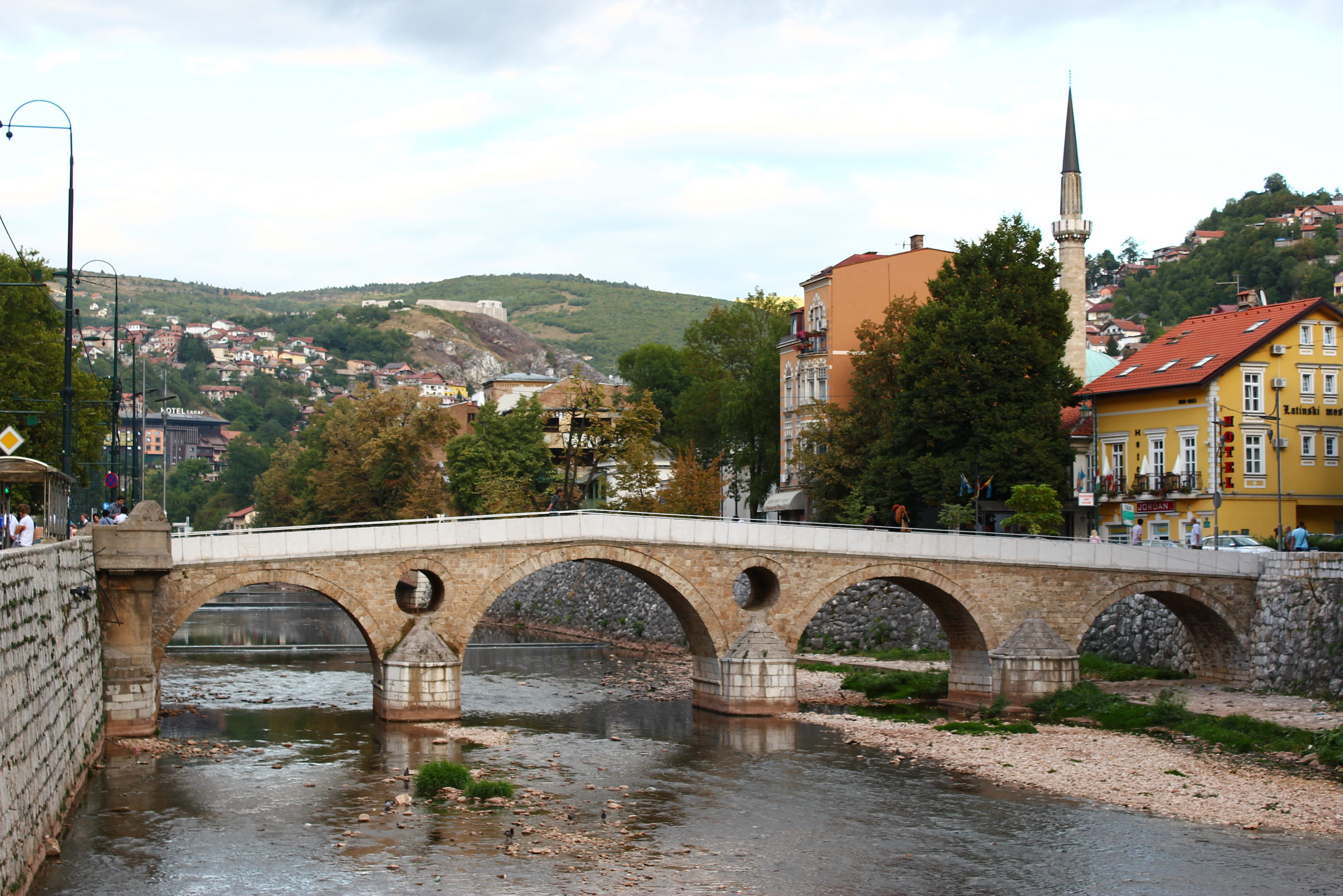
An der Lateinerbrücke wurde das Attentat von Sarajevo verübt

1878 stellte der Berliner Kongress nach dem Sieg der Russen über die Osmanen die osmanischen Provinzen Bosnien und Herzegowina unter österreichisch-ungarische Verwaltung; zusätzlich erhielt Österreich-Ungarn Garnisonsrecht im Sandschak von Novi Pazar. Die formale Annexion durch die Habsburger Doppelmonarchie 1908 löste die Bosnische Annexionskrise aus. Selbständigkeitsbestrebungen hatten es auch wegen der ethnischen und religiösen Mischung schwer. Das darauf beruhende Attentat auf den österreichisch-ungarischen Thronfolger Franz Ferdinand 1914 in Sarajevo durch den bosnisch-serbischen Studenten Gavrilo Princip löste die Julikrise aus, die schließlich zum Ersten Weltkrieg führte. Daher wird es als ein wesentlicher Auslöser des Ersten Weltkrieges angesehen. Nach Kriegsende wurde das Land Bestandteil des Königreichs der Serben, Kroaten und Slowenen (ab 1929: Königreich Jugoslawien).

### Königreich Jugoslawien (1918–1941)
Unmittelbar nach dem Ersten Weltkrieg wurde Bosnien und Herzegowina Teil des Königreichs Jugoslawien. Im neu gegründeten südslawischen Vielvölkerstaat herrschte der aus Serbien stammende König Petar I. (Petar Karađorđević). Im Gesamtstaat selbst war die politische Stimmung ab Mitte der 1920er-Jahre angespannt, weil vor allem Slowenen und Kroaten nach einer eigenen politischen Unabhängigkeit strebten, während Belgrad den neu gegründeten Staat serbisch dominieren wollte. In Bosnien und Herzegowina war die Situation dementsprechend, hier allerdings zwischen den bosnischen Muslimen, Kroaten und Serben.
Der Staat zeichnete sich durch Zentralismus aus; der Autonomiegedanke hinsichtlich nichtserbischer Ethnien und nichtchristlicher Religionen blieb weitgehend unterdrückt; die ethnischen und die konfessionellen bzw. religiösen Spannungen blieben bestehen und verschärften sich zum Teil noch. Der einflussreichste bosnische Politiker in dieser Zeit war der Präsident der Jugoslawischen Muslimischen Organisation, Mehmed Spaho (1883–1939).
1939 kam es zu einem Abkommen (sporazum) zwischen serbischen und kroatischen Vertretern, welches die Einrichtung einer weitgehenden kroatischen Autonomie unter Einbeziehung von Teilen Bosniens und der Herzegowina vorsah. Im Frühjahr 1941, während des Zweiten Weltkrieges, wurde das Land von Truppen des Deutschen Reiches und Italiens besetzt. Bosnien und Herzegowina wurde ein Teil des faschistischen Vasallenstaates namens Unabhängiger Staat Kroatien.
Der erfolgreiche Widerstand der von Josip Broz Tito geführten jugoslawischen Partisanen gegen die Besatzer und ihre Verbündeten gipfelte in den AVNOJ-Beschlüssen vom 29. November 1943 in Jajce, in denen der Grundstein für eine neue Föderation südslawischer Völker unter der Führung der Kommunistischen Partei Jugoslawiens KPJ gelegt wurde.

### Sozialistische Föderative Republik Jugoslawien (1945–1992)

Flagge der Sozialistischen Republik Bosnien und Herzegowina (1946–1992)

Nach dem Zweiten Weltkrieg entstand mit der Gründung der Sozialistischen Föderativen Republik Jugoslawien ein Bundesstaat mit den sechs Teilrepubliken Slowenien, Kroatien, Bosnien und Herzegowina, Montenegro, Mazedonien und Serbien mit den Autonomen Provinzen Kosovo und Vojvodina. Die Sozialistische Republik Bosnien und Herzegowina war flächenmäßig die drittgrößte Teilrepublik. Ökonomisch betrachtet lag Bosnien und Herzegowina in Jugoslawien hinter den Teilrepubliken Slowenien, Kroatien sowie Serbien, da es hauptsächlich auf den industriellen Sektor und teils auf landwirtschaftlichen Betrieb ausgelegt war, im Kontrast zu Slowenien und Kroatien, die vor allem auf den Tourismus ausgelegt waren.

### Unabhängigkeit und Bosnienkrieg

Flagge der Republik Bosnien und Herzegowina (1992–1998)

Nach dem 14. Kongress des Bundes der Kommunisten Jugoslawiens 1990 wurde die Kommunistische Partei Jugoslawiens aufgelöst. Damit endete nach 45 Jahren de facto die Herrschaft der Kommunistischen Partei in Jugoslawien. Slowenische und kroatische Politiker schlugen eine Umgestaltung des Staates vor. Sie wollten den Sozialismus beseitigen und eine westlich orientierte demokratische Regierung ins Leben rufen. Da alle Vorschläge von serbischer Seite abgelehnt wurden und ein System nach dem Prinzip „ein Mann – eine Stimme“ propagiert wurde, kam es während des Kongresses zu heftigen Streitigkeiten. Deshalb erklärten Slowenien und Kroatien 1991 ihre Unabhängigkeit, so dass Jugoslawien nunmehr nur noch aus den Teilrepubliken Serbien, Montenegro, Mazedonien sowie Bosnien und Herzegowina bestand. Am 29. Februar/1. März 1992 stimmten in Bosnien und Herzegowina bei einem von der serbischen Bevölkerung weitgehend boykottierten Referendum 99,4 % der Abstimmenden für eine staatliche Souveränität, bei einer Wahlbeteiligung von 63 %. So erklärte der Staat am 3. März 1992 seinen Austritt aus dem jugoslawischen Staatsverband und seine Unabhängigkeit unter dem offiziellen Namen Republik Bosnien und Herzegowina (Republika Bosna i Hercegovina) in den Grenzen der vorherigen Teilrepublik. Die internationale Anerkennung erfolgte am 17. April 1992, jedoch erkannten die serbischen Vertreter die Unabhängigkeit nicht an und gründeten in den von ihnen kontrollierten Gebieten die „Serbische Republik Bosnien und Herzegowina“ (Srpska republika Bosna i Hercegovina), die der Vorgänger der heutigen Republika Srpska ist. Der nunmehr ausbrechende und über drei Jahre andauernde Bosnienkrieg zwischen der Armee der Republik Bosnien und Herzegowina (ARBiH), der Armee der serbischen Republik (VRS), dem Kroatischen Verteidigungsrat (HVO) und weiteren Akteuren forderte insgesamt etwa 100.000 Todesopfer.

### Nachkriegszeit
Am Ende des Bosnienkrieges stand der 1995 in Dayton (USA) paraphierte und in Paris am 14. Dezember unterzeichnete Dayton-Vertrag, der den nunmehr föderal organisierten Staat Bosnien und Herzegowina schuf, bestehend aus den beiden Entitäten Föderation Bosnien und Herzegowina und Republika Srpska. Die innenpolitische Situation war jedoch weiter von den Folgen des Krieges und den anhaltenden Auseinandersetzungen zwischen den drei Volksgruppen bestimmt (siehe Internationale Konflikte der Nachfolgestaaten Jugoslawiens). Zwar bestehen in der Regel keine Konflikte zwischen den bosnischen Normalbürgern, allerdings steckt der Staat weiterhin in einer politischen Krise, da verschiedene Vorstellungen über die Zukunft des Staates bestehen. Vor allem bosniakische Politiker möchten den Gesamtstaat wieder zentralisieren und mittelfristig in die Europäische Union integrieren; kroatische Vertreter setzen sich für ein neues Wahlrecht und teilweise für die Schaffung einer dritten (kroatischen) Entität ein und die Vertreter der Republika Srpska fordern eine weitere Dezentralisierung des Staates oder sogar die Abspaltung der Republika Srpska. Keines der drei Modelle fand bisher eine politische Mehrheit im Gesamtstaat.
Im Februar 2014 kam es zunächst in Tuzla und später in zahlreichen weiteren Städten des Staates zu teils gewalttätigen Protesten, die sich gegen die schlechte wirtschaftliche Situation und die Korruption in Politik und Verwaltung richteten.
Serbische Politiker in Banja Luka und Belgrad fördern Spaltungstendenzen, die die fragile Konföderation zerbrechen könnten. Vier Autoren schrieben im März 2022, dies lasse sogar einen neuen Krieg zwischen den Volksgruppen möglich erscheinen.
Am 12. Oktober 2022 empfahl die EU-Kommission, Bosnien und Herzegowina den Beitrittskandidatenstatus zu verleihen.

## Politik

### Politisches System
Das politische System wird von Wissenschaftlern und Journalisten häufig als „kompliziertestes Regierungssystem der Welt“ bezeichnet. Der Gesamtstaat, die Entitäten und die 10 Kantone haben jeweils eigene legislative und exekutive Strukturen. Dazu unterliegt der Staat noch einem internationalen Mandat, siehe Abschnitt Gliederung des Staates.
Faktisch übt einen Teil der Staatsgewalt der Hohe Repräsentant – seit August 2021 der Deutsche Christian Schmidt – als Vertreter der internationalen Gemeinschaft aus, was damit begründet wird, dass infolge des im Krieg entstandenen gegenseitigen Misstrauens unter den Verantwortlichen der Volksgruppen nach wie vor eine Blockadehaltung vorherrsche. Außerdem sind nach wie vor rund 1000 ausländische Soldaten im Rahmen der EUFOR-Operation „Althea“ in Bosnien und Herzegowina stationiert.
Die volle rechtliche, wirtschaftliche und gesellschaftliche Gleichberechtigung der Geschlechter und damit das aktive und passive Frauenwahlrecht wurden erstmals in der Verfassung von 1946 (nach einer abweichenden Quelle für das aktive und passive Frauenwahlrecht: 31. Januar 1949) garantiert.
Neben dem Staatspräsidium werden das aus zwei Kammern bestehende gesamtstaatliche Parlament, die Parlamente der Bosniakisch-Kroatischen Föderation und der Republika Srpska, der Präsident des serbischen Teilstaates, seine beiden Vizepräsidenten sowie in der Föderation die Parlamente der zehn Kantone gewählt.

### Politische Indizes
| Name des Index                     | Indexwert    | Weltweiter Rang | Interpretationshilfe | Jahr |
| ---------------------------------- | ------------ | --------------- | --- | ---- |
| Fragile States Index               | 71 von 120   | 77 von 179      | Stabilität des Landes: erhöhte Warnung 0 = sehr nachhaltig / 120 = sehr alarmierend Rang: 1 = fragilstes Land / 179 = stabilstes Land | 2024 |
| Demokratieindex                    | 5,06 von 10  | 88 von 167      | Hybridregime 0 = autoritäres Regime / 10 = vollständige Demokratie                                                                    | 2024 |
| Freedom in the World Index         | 52 von 100   | —               | Freiheitsstatus: teilweise frei 0 = unfrei / 100 = frei                                                                               | 2024 |
| Rangliste der Pressefreiheit       | 56,3 von 100 | 86 von 180      | Erkennbare Probleme für die Pressefreiheit 100 = gute Lage / 0 = sehr ernste Lage                                                     | 2025 |
| Korruptionswahrnehmungsindex (CPI) | 33 von 100   | 114 von 181     | 0 = sehr korrupt / 100 = sehr sauber                                                                                                  | 2024 |

### Parteien
Die Parteienlandschaft von Bosnien und Herzegowina ist durch die innere Spaltung zersplittert. Während die Regierungsparteien relativ überschaubar sind, befinden sich viele unterschiedliche Parteien in der Opposition.
Unter den bosniakischen Parteien ist die SDA die stärkste. Auf serbischer Seite dominiert die SNSD um Milorad Dodik, bei den Kroaten die HDZ BiH. Die stärksten multiethnischen Parteien sind die SDP und die DF.

### Hoher Repräsentant für Bosnien und Herzegowina und Beziehungen zur EU
Ende Februar 2008 beschlossen EU-Vertreter gemeinsam mit Gesandten der USA und Russlands, den Hohen Repräsentanten auf unbestimmte Zeit im Land zu lassen. Am 16. Juni 2008 wurde das Stabilisierungs- und Assoziierungsabkommen mit der Europäischen Union abgeschlossen, das als wichtige Vorstufe für den angestrebten Beitritt zur EU gilt. Die Unterzeichnung wurde von einer Polizeireform abhängig gemacht. Die Polizei beider Staatsteile wurde aufgerufen intensiver miteinander zu kooperieren, insbesondere um weitere Kriegsverbrecher zu überführen. Seit 2003 agiert die European Union Police Mission (EUPM) in Bosnien und Herzegowina. Primär ist sie für die Bekämpfung des organisiertem Verbrechens und für die Beratung hinsichtlich der Polizeireform zuständig.

### Wahlen 2022 und Regierungsbildung 2023
Bei den Wahlen am 2. Oktober 2022 erlangten, wie bereits vier Jahre zuvor, 14 Parteien bzw. Bündnisse Sitze im Abgeordnetenhaus. Die Wahlbeteiligung lag bei 50,41 Prozent. In das dreiköpfige Staatspräsidium wurden als bosniakischer Kandidat Denis Bećirović (SDP), als kroatischer Kandidat Željko Komšić (DF) und als serbische Kandidatin Željka Cvijanović (SNSD) gewählt. Im Januar 2023 wurde eine neue Regierung gebildet und zwar mit den Koalitionspartnern HDZ, SNSD und einer multiethnischen Allianz unter der Führung der SDP („Osmorka“). Damit wurde die unter den Bosniaken führende Partei SDA auf der Gesamtstaatsebene von der Regierungsbeteiligung ausgeschlossen. Als Vorsitzende des Ministerrates und damit als Regierungschefin wurde Borjana Krišto (HDZ) ernannt. Krišto ist die erste Frau in der Funktion als Vorsitzende des Ministerrates von Bosnien und Herzegowina.

### Menschenrechtssituation
Bosnien und Herzegowina hat die UN-Frauenrechtskonvention und das Zusatzprotokoll zur Frauenrechtskonvention ratifiziert. Die Todesstrafe ist abgeschafft. Die Internationale Helsinki-Föderation für Menschenrechte stellte in ihrem Bericht 2008 fest, dass Diskriminierung in einigen Lebensbereichen wie bei der Beschäftigung stattfindet. Auch sei die Situation der Verteidiger der Menschenrechte alarmierend. Attacken gegen Journalisten seien eskaliert. Bei dem ersten Queer Festival zum Thema Menschenrechte und Sexualität im September 2007 sei einer Organisatorin mit dem Tod gedroht und acht Teilnehmer seien geschlagen worden. Vor dem Festival hätten Politiker, Geistliche und einige Medien eine Kampagne gegen die Veranstaltung gestartet.
Unter Berufung auf BH Journalists sprach der Report 2008 von 54 Fällen, in denen die Rechte von Journalisten oder die Pressefreiheit verletzt worden waren. Es seien 25 Fälle registriert worden, in denen Journalisten angegriffen oder bedroht wurden, auch mit dem Tod.

### Militär
Bis Ende 2005 lag die Verteidigungspolitik bei den beiden Entitäten. Seit 2006 unterstehen die Streitkräfte der Staatspräsidentschaft und dem 2004 geschaffenen Verteidigungsministerium der Staatsebene. Die gemeinsame Armee besteht aus bis zu 10.000 aktiven Berufssoldaten und einer etwa halb so starken „aktiven Reserve“. Neben den formal integrierten operativen Strukturen bestehen jeweils ein bosniakisches, serbisches und kroatisches Regiment, die die Traditionen der drei Teilstreitkräfte ARBiH, HVO und VRS fortführen sollen. Die allgemeine Wehrpflicht wurde am 1. Januar 2006 aufgehoben. Angestrebt wird die Integration der Streitkräfte in europäische und euroatlantische Strukturen und die Beteiligung an UN-Einsätzen. 2006 trat Bosnien und Herzegowina der NATO-„Partnerschaft für den Frieden“ bei. Im Oktober 2010 wurde ein aus 45 Mitgliedern bestehendes militärisches Kontingent zur Unterstützung der International Security Assistance Force (ISAF) nach Afghanistan entsandt. Die Truppenstärke hat sich bis 2012 auf 53 Soldaten erhöht.

### Gliederung des Staates
Die politische Gliederung des Staates ist komplex. Seit dem Dayton-Vertrag (auch bekannt als Dayton-Friedensabkommen) besteht Bosnien und Herzegowina aus zwei Gliedstaaten: der Föderation Bosnien und Herzegowina (Federacija Bosne i Hercegovine) mit 2.371.603 Einwohnern (62,55 %) und der Republika Srpska mit 1.326.991 Einwohnern (35 %). Beide Entitäten verfügen jeweils über eine eigene Exekutive und Legislative. Der Distrikt Brčko um die gleichnamige nordbosnische Stadt mit 93.028 Einwohnern (2,45 %) untersteht als Kondominium beider Entitäten direkt dem Gesamtstaat.
Die Föderation Bosnien und Herzegowina setzt sich aus zehn Kantonen zusammen, die über eigene Zuständigkeiten verfügen. Zu statistischen Zwecken ist auch die Republika Srpska in Regionen eingeteilt, die jedoch keine verwaltungstechnische Bedeutung haben. Die unterste Verwaltungsebene nehmen die 142 Gemeinden (općine bzw. opštine) ein.

### Kantone der Föderation Bosnien und Herzegowina
| Nr. | Name                                                                                           | Fläche   | Einwohnerzahl | Dichte | Hauptstadt    |
| 1.  | Kanton Una-Sana (Unsko-sanski kanton)                                                          | 04.125,0 | 0.273.261     | 066,2  | Bihać         |
| 2.  | Kanton Posavina (Posavski kanton/Posavska županija)                                            | 0.0324,6 | 0.043.453     | 133,9  | Orašje        |
| 3.  | Kanton Tuzla (Tuzlanski kanton)                                                                | 02.649   | 0.445.028     | 168    | Tuzla         |
| 4.  | Kanton Zenica-Doboj (Zeničko-dobojski kanton)                                                  | 03.343,3 | 0.364.433     | 109    | Zenica        |
| 5.  | Kanton Bosnisches Podrinje (Bosansko-podrinjski kanton)                                        | 0.0504,6 | 0.023.734     | 047    | Goražde       |
| 6.  | Kanton Zentralbosnien/Mittelbosnien (Srednjobosanski kanton/Srednjobosanska županija)          | 03.189,0 | 0.254.686     | 079,9  | Travnik       |
| 7.  | Kanton Herzegowina-Neretva (Hercegovačko-neretvanski kanton/Hercegovačko-neretvanska županija) | 04.401,0 | 0.222.007     | 050,4  | Mostar        |
| 8.  | Kanton West-Herzegowina (Zapadno-hercegovački kanton / Zapadno-hercegovačka županija)          | 01.362,2 | 0.094.898     | 069,7  | Široki Brijeg |
| 9.  | Kanton Sarajevo (Sarajevski kanton)                                                            | 01.276,9 | 0.413.593     | 323,9  | Sarajevo      |
| 10. | Kanton 10 (Hercegbosanska županija/Livanjski kanton/Zapadnobosanski kanton)                    | 04.934,9 | 0.084.127     | 017    | Livno         |
|     | gesamt                                                                                         | 26.110,5 | 2.219.220     | 085    |               |

Der gesamtstaatlichen Ebene waren zunächst nur die Außenpolitik, die Geldpolitik sowie die Außenwirtschaftsbeziehungen zugeordnet. In den vergangenen Jahren wurden die Kompetenzen des Zentralstaats um weitere Aufgaben ergänzt (Verteidigung, Zoll und indirekte Steuern, Verfolgung und Aburteilung von Kriegsverbrechern und Bekämpfung der Schwerkriminalität).

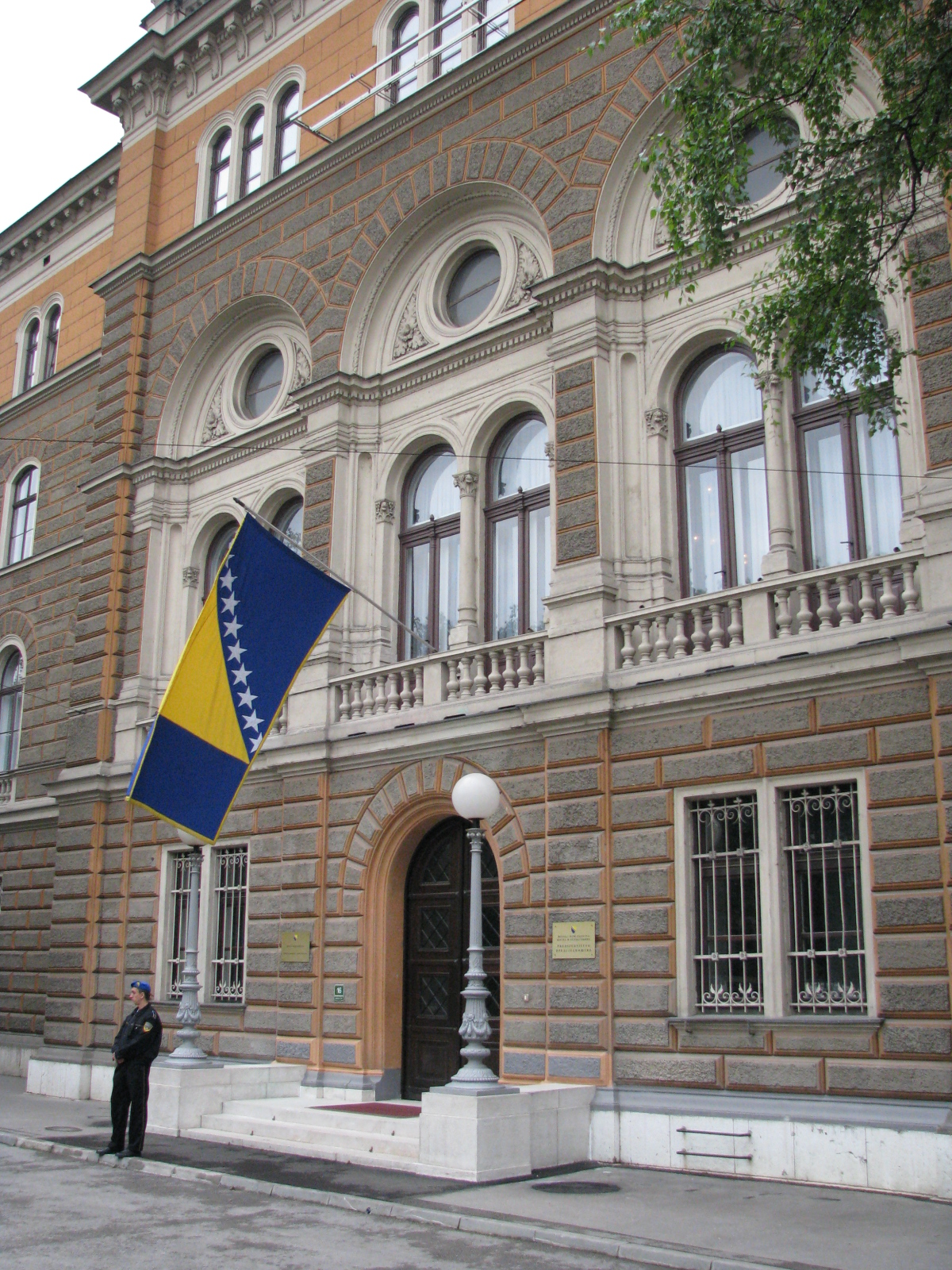
Präsidentenpalast in Sarajevo

Neben den Regierungen und Parlamenten der beiden Entitäten gibt es eine gemeinsame Regierung und ein gemeinsames Parlament (Abgeordnetenhaus mit 42 Sitzen und Kammer der Völker mit 15 Sitzen) für den Gesamtstaat. Die drei Volksgruppen haben je einen Vertreter in einem dreiköpfigen Staatspräsidium. Die Bosniaken und Kroaten wählen ihre beiden Vertreter in der Föderation, die bosnischen Serben ihren in der Republika Srpska. Der Vorsitz des Staatspräsidiums wechselt alle acht Monate. Die Einschränkung, dass nur Angehörige der drei konstituierenden Völker für das Staatspräsidium kandidieren dürfen, wurde vom Europäischen Gerichtshof für Menschenrechte als Verstoß gegen das Diskriminierungsverbot und das Recht auf freie Wahlen gewertet.

## Wirtschaft

### Allgemeine Entwicklung
Im früheren Jugoslawien gehörte Bosnien und Herzegowina zu den wirtschaftlich schwächeren Regionen. Nach dem Ende des Bosnienkriegs kam es zunächst zu einem kontinuierlichen Wirtschaftswachstum. Die strikte Geldpolitik, die einen festen Wechselkurs der Konvertiblen Mark zum Euro beinhaltet, trug zur Stabilität der Währung bei. Das Bankwesen wurde reformiert, wobei ausländische Banken 85 Prozent der Banken kontrollieren.
Die offiziell angegebene Arbeitslosenquote liegt bei 28,2 Prozent und die Jugendarbeitslosigkeit sogar 67,6 % wobei diese Quote durch einen großen grauen Wirtschaftssektor reduziert wird.
Die Exporte sind noch wenig diversifiziert; Mineralien und Holz machen 50 Prozent aller Exporte aus. Das hohe Leistungsbilanzdefizit konnte bisher durch Transferleistungen von Bosniern, die im Ausland leben, ausgeglichen werden. Haupthandelspartner von Bosnien und Herzegowina ist die Europäische Union mit einem Anteil von etwa 50 Prozent. Österreich ist wertmäßig der größte ausländische Investor vor Slowenien. Als problematisch für die wirtschaftliche Entwicklung werden der große und ineffiziente öffentliche Sektor, bürokratische Hindernisse für Unternehmer und der fragmentierte Arbeitsmarkt, der die ethnische Teilung des Staates widerspiegelt, angesehen. Im Global Competitiveness Index, der die Wettbewerbsfähigkeit eines Staates misst, belegt Bosnien und Herzegowina Platz 103 von 137 Staaten (Stand: 2017–2018). Der Index für wirtschaftliche Freiheit 2024 des Landes war der 66 höchste von 176 Ländern. Das Land beherbergt zwei Wertpapierbörsen, welche als Banja Luka Stock Exchange und Sarajevo Stock Exchange bekannt sind.
| Jahr                                    | 2010  | 2015   | 2016   | 2017   | 2018   | 2019   | 2020   | 2021   | 2022   | 2023   |
| --------------------------------------- | ----- | ------ | ------ | ------ | ------ | ------ | ------ | ------ | ------ | ------ |
| BIP in Mrd. USD (Kaufkraftparität)      | 36,3  | 42,7   | 44,5   | 46,7   | 50,3   | 55,0   | 54,0   | 60,2   | 67,2   | 70,8   |
| BIP pro Kopf in USD (Kaufkraftparität)  | 9.803 | 12.125 | 12.663 | 13.334 | 14.395 | 15.744 | 15.489 | 17.287 | 19.347 | 20.431 |
| BIP-Wachstum (real)                     | 0,8 % | 4,3 %  | 3,2 %  | 3,2 %  | 3,8 %  | 2,9 %  | −3,0 % | 7,4 %  | 4,2 %  | 1,7 %  |
| Inflation (in Prozent)                  | 2,1 % | −1,0 % | −1,6 % | 0,8 %  | 1,4 %  | 0,6 %  | −1,1 % | 2,0 %  | 14,0 % | 6,1 %  |
| Staatsverschuldung (in Prozent des BIP) | 42 %  | 46 %   | 45 %   | 39 %   | 35 %   | 33 %   | 37 %   | 36 %   | 31 %   | 32 %   |

### Währung
Die Konvertible Mark (Abkürzung KM, im internationalen Zahlungsverkehr Abkürzung BAM (nach ISO 4217)) ist seit 22. Juni 1998 in ganz Bosnien und Herzegowina gültiges Zahlungsmittel. Die KM ist im festen Verhältnis 1,95583:1 zum Euro gebunden und entspricht somit dem Wert der früheren D-Mark.
Laut Gesetz müssen alle Rechnungen im Inland mit der Konvertiblen Mark ausgewiesen werden. Dennoch wird verbreitet auch der Euro, sowie regional auch der serbische Dinar, angenommen, obwohl dies offiziell nicht erwünscht ist.

### Staatshaushalt
Laut Schätzungen der CIA umfasste der Staatshaushalt 2016 Ausgaben von umgerechnet 7,975 Mrd. US-Dollar, dem standen Einnahmen von umgerechnet 7,681 Mrd. US-Dollar gegenüber. Daraus ergibt sich ein Haushaltsdefizit in Höhe von 1,7 % des BIP. Die Staatsverschuldung betrug 2016 nach Schätzungen des IMF 44,3 % des BIP.
2020 betrug der Anteil der Staatsausgaben (in % des BIP) folgender Bereiche:
- Gesundheit: 9,8 %
- Bildung: k. A.
- Militär: 0,8 % (2023)

## Tourismus, Sehenswürdigkeiten

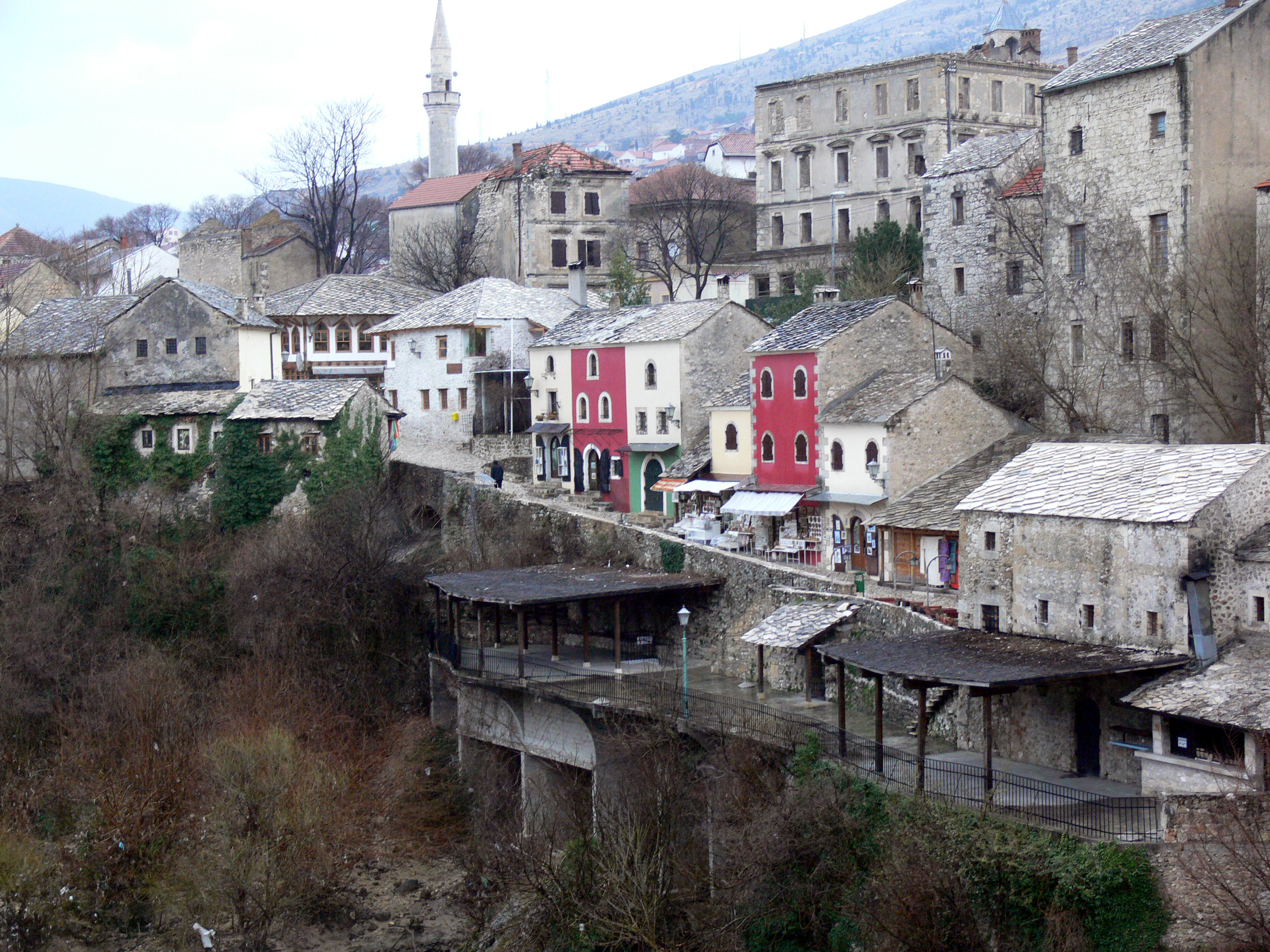
Die Altstadt von Mostar

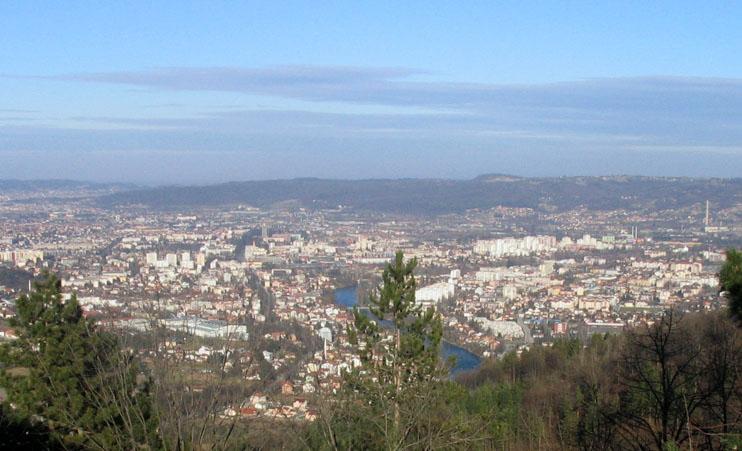
Banja Luka

Der Tourismus konnte sich auch kriegsbedingt nur langsam entwickeln. Seit einigen Jahren kommen immer mehr Touristen nach Bosnien und Herzegowina – insbesondere nach Mostar und Sarajevo.

### Wichtige Reiseziele
- Stari most (Brücke von Mostar), UNESCO-Welterbe
- Stari most u Višegradu (Brücke von Višegrad), UNESCO-Welterbe
- Vrelo Bune (Buna-Quelle), eine der stärksten und größten Quellen Europas
- Jajce, mit Burg, 17 Meter hohem Wasserfall und den Plivaseen
- Kravice vodopad (Kravica-Wasserfälle), unter Naturschutz stehend
- Međugorje (Zwischenbergen), weltbekannte Pilgerstätte
- Bosanske piramide (Bosnische Pyramiden), pyramidenähnliche Berge
- Nacionalni park Kozara (Nationalpark Kozara), Denkmal für die Opfer der Schlacht von Kozara im Zweiten Weltkrieg
- Nacionalni park Sutjeska (Nationalpark Sutjeska): Zum Park gehören einer der zwei letzten Urwälder Europas (Perućica), der höchste Gipfel des Landes (Maglić), der 75 Meter hohe Wasserfall Skakavac und die Schlucht der Sutjeska.
- Hutovo Blato, größtes Naturreservat für Sumpfvögel in Europa

Weitere sind die Burg und Festungsmauern von Počitelj, das mittelalterliche Schloss von Travnik, die Befestigungsanlage und das Amphitheater von Banja Luka, die Seen Blidinjsko jezero, Prokoško jezero und Šatorsko jezero, zahlreiche mittelalterliche Grabsteine (Stećci) vor allem in der Herzegowina, die Raftingangebote auf den Flüssen Neretva, Una, Vrbas und Drina, der Adria-Küstenort Neum mit der höchsten durchschnittlichen Jahrestemperatur des Landes sowie die von US-Präsident Bill Clinton eingeweihte Gedenkstätte in Potočari für die Opfer des Massakers von Srebrenica.

### Sarajevo

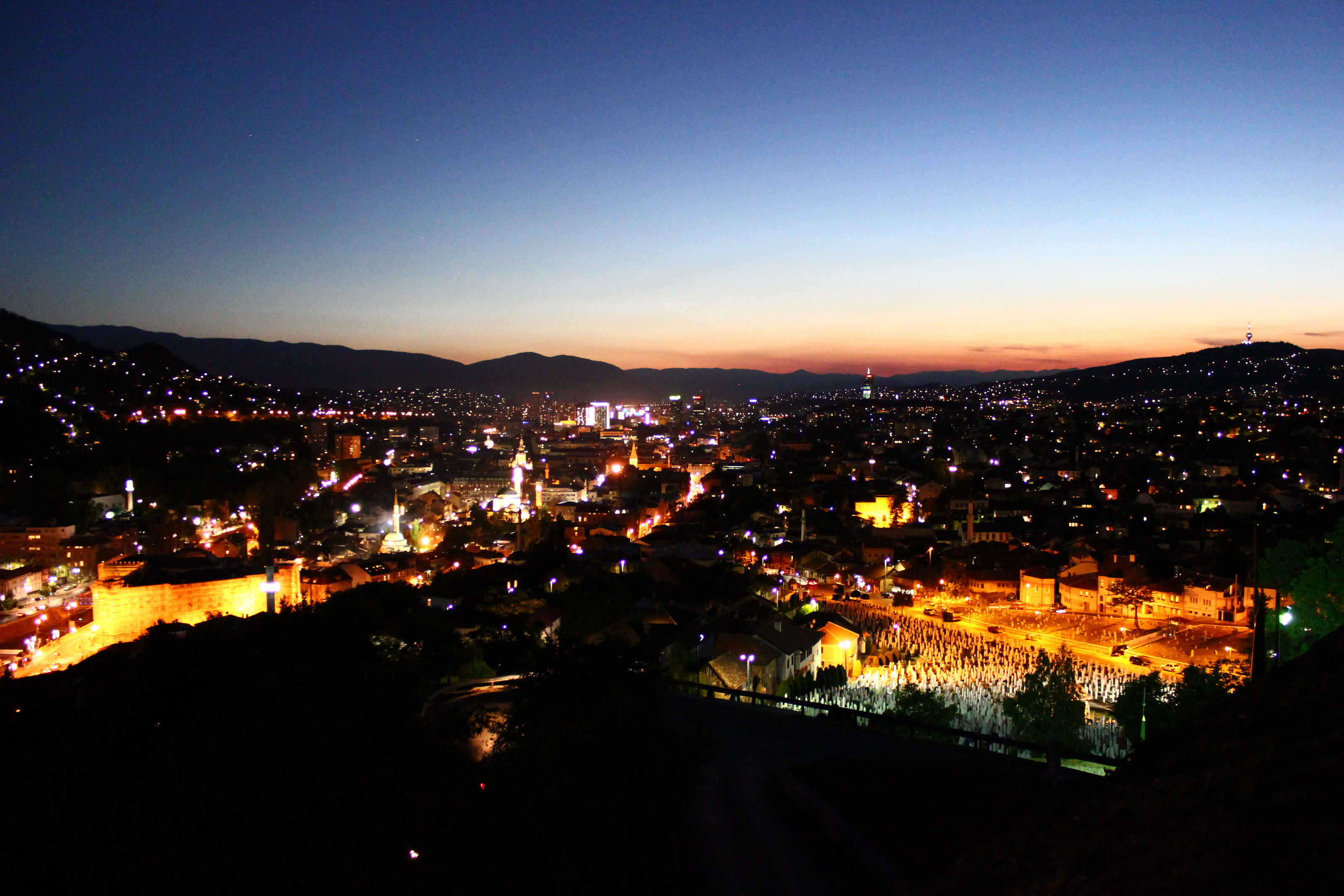
Sarajevo bei Nacht

In Sarajevo und Umgebung befinden sich zahlreiche Sehenswürdigkeiten. Die Lateinerbrücke beispielsweise war Ausgangspunkt des Ersten Weltkrieges, da hier das Attentat auf Franz Ferdinand von Österreich und dessen Frau verübt wurde. Das Bosmal City Center (118 m) und der Avaz Twist Tower (142 m) wurden 2001 bzw. 2009 fertiggestellt und sind aktuell die höchsten Gebäude auf der Balkanhalbinsel. Des Weiteren sehenswert sind die komplette Altstadt Baščaršija mit dem türkischen Wasserbrunnen Sebilj und die Vijećnica, das alte Rathaus der Stadt. Weiterhin gibt es in der Stadt viele prächtige historische Moscheen (z. B. Gazi-Husrev-Beg-Moschee, größte historische Moschee des Landes) und Kirchengebäude.
In der näheren Umgebung liegen zudem die Wintersportgebiete Bjelašnica und Jahorina, wo auch schon die Olympischen Winterspiele 1984 ausgetragen wurden.
An die Belagerung der Stadt während des Bosnienkrieges erinnern der Sarajevski ratni tunel (Sarajevo-Tunnel), das Historijski muzej Bosne i Hercegovine (Historisches Museum von Bosnien und Herzegowina), die „Rosen von Sarajevo“ und die noch zahlreich vorhandenen Zerstörungen und Einschusslöcher an Gebäuden, vornehmlich am Stadtrand.
Die Stadt bietet darüber hinaus noch weitere Museen, die sich der geschichtlichen Aufarbeitung der Stadt und des ganzen Staates widmen. Dazu zählen etwa das Nationalmuseum und das Museum von Sarajevo.

## Infrastruktur

### Energiesektor
Beide Entitäten besitzen in der Energiepolitik wie in vielen anderen Bereichen eine weitgehende Autonomie. So gibt es zwei Energieministerien, die jeweils unterschiedliche Gesetze und Verordnungen erlassen. Die staatsweite Stromregulierungsbehörde DERK hat auf Entitätsebene jeweils eine Regulierungskommission. Der Markt wird unter drei Stromkonzernen aufgeteilt. Die EP RS beliefert die Republika Srpska, die EP BiH und die EP HZHB versorgen die Föderation. Dabei gibt es keine Trennung zwischen der Stromerzeugung und -verteilung. In der Föderation Bosnien und Herzegowina sind die Unternehmen EP BiH und EP HZHB für beides zuständig, und in der Republika Srpska arbeiten Gesellschaften, die zum Konzern EP RS gehören, an der Stromverteilung. Zur Stromübertragung gibt es den gesamtstaatlichen unabhängigen Netzbetreiber NOS BiH und das für den Elektrizitätstransfer zuständige Unternehmen Elektroprenos-Elektroprijenos Bosne i Hercegovine a.d., das ebenfalls landesweit tätig ist.
Elektroenergie wird in Bosnien und Herzegowina primär durch Kohle- und Wasserkraftwerke erzeugt. Die Kohlereserven belaufen sich auf ca. 4 Mrd. Tonnen, das Wasserkraftpotenzial wird auf 6800 MW geschätzt, wovon bisher nur 35 % ausgeschöpft werden. Die geplanten Investitionen im Energiesektor bis 2020 belaufen sich auf 3,9 Mrd. Euro (Stand 2009).
 Die Primärenergieerzeugung in Bosnien und Herzegowina wurde 2007 zu 9,4 % durch erneuerbare Energien gedeckt. Etwa 50 % der gesamten Landesfläche ist mit Wald bedeckt, was auf ein großes Biomassepotenzial hinweist. Expertenschätzungen zufolge könnten 9.200 GWh aus Biomasse erzeugt werden. 2009 beschränkte sich die Nutzung der Biomasse auf etwa 4,2 % und ausschließlich auf die Beheizung von Haushalten. In Gebieten ohne Fernwärmenetz betrug der Verbrauch von Biomasse in Form von Holz und Holzkohle bis zu 60 % des gesamten Energieverbrauchs.

### Verkehr

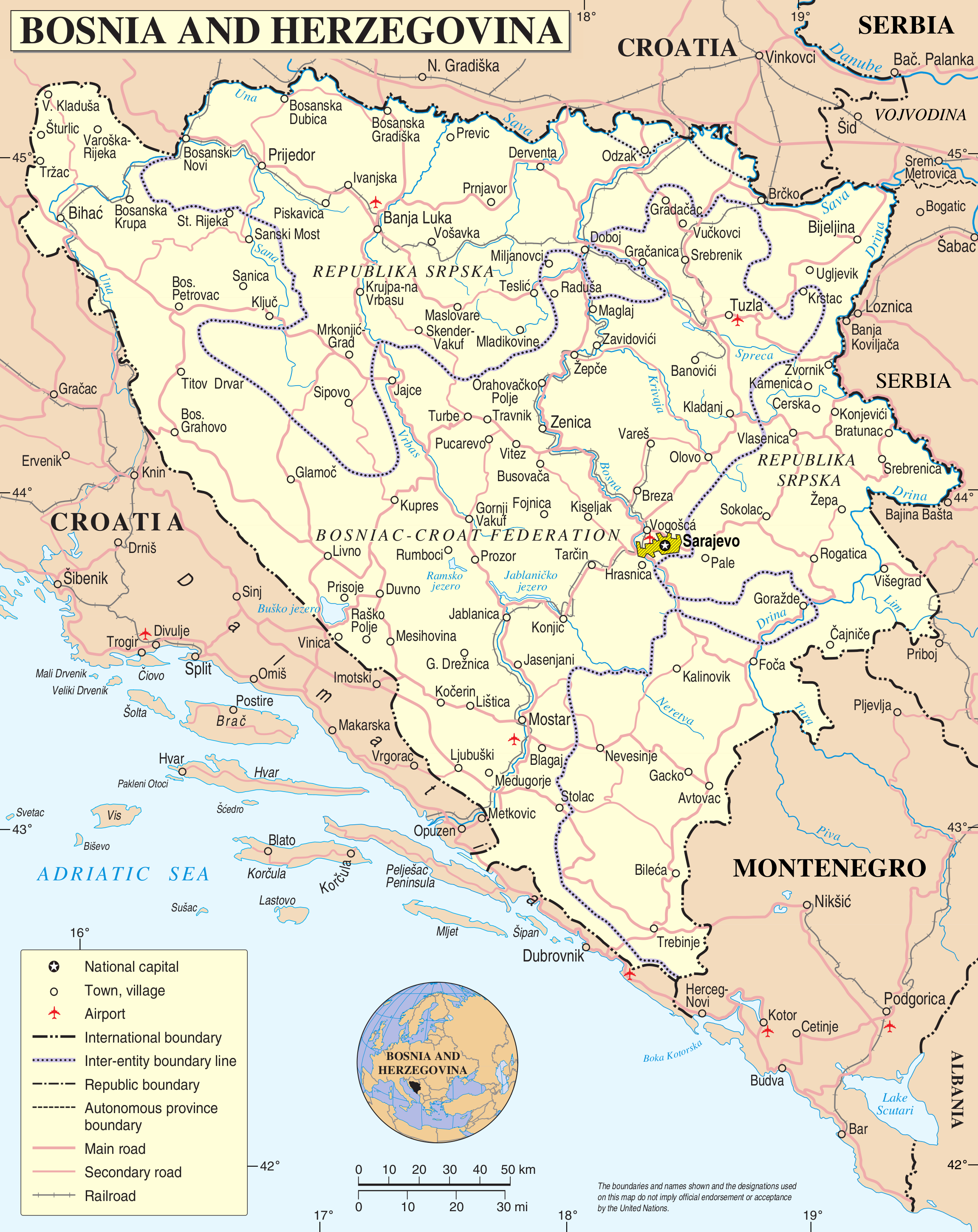
Karte mit eingezeichneter Infrastruktur

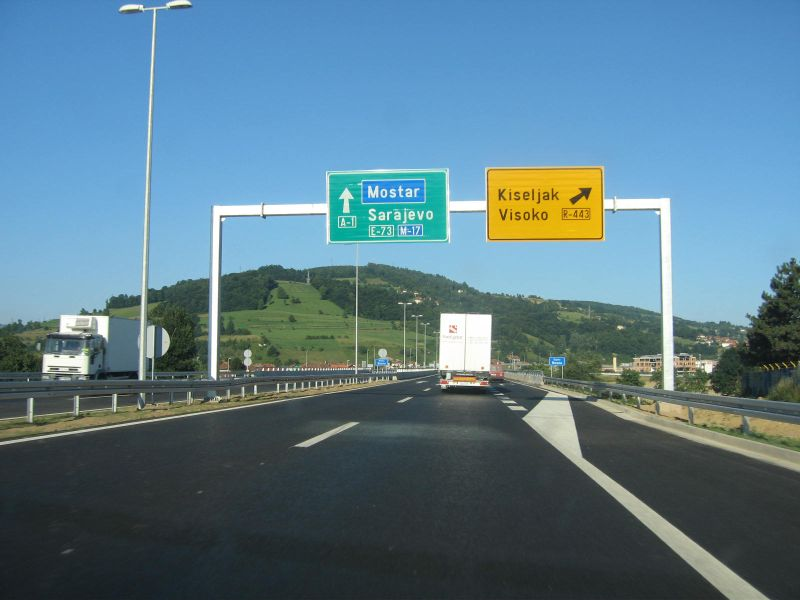
Die Autobahn A1 von Visoko

#### Straße
Das gesamte Straßennetz umfasste 2010 etwa 22.926 km, wovon 19.426 km asphaltiert sind.
Seit 2001 ist mit der Autobahn 1 von der Adria bis nach Budapest die erste von derzeit fünf geplanten Autobahnen in Bosnien und Herzegowina im Bau. Diese soll von Ploče in Kroatien über Mostar, Sarajevo, Zenica und Doboj wiederum auf kroatisches Gebiet führen und einen Teil des europäischen Verkehrskorridors 5C bilden. Insgesamt wird diese Autobahn auf ca. 360 km durch Bosnien und Herzegowina führen. Das Jahr der vollständigen Fertigstellung ist jedoch unbekannt. Weitere vier Autobahnverbindungen befinden sich in der Planungsphase und wurden bisher nicht nummeriert. Politische Differenzen zwischen den beiden Entitäten von Bosnien und Herzegowina, u. a. über die Nummernvergabe, verhindern eine Einigung.

#### Eisenbahn
Es gibt in Bosnien und Herzegowina zwei Bahngesellschaften: einerseits die Eisenbahngesellschaft der Föderation Bosnien und Herzegowina und andererseits die Eisenbahngesellschaft der Republika Srpska.
Der Eisenbahnverkehr findet im Wesentlichen auf zwei Hauptachsen statt:
- Eine Nord-Süd-Strecke verläuft vom kroatischen Knotenbahnhof Strizivojna-Vrpolje an der Bahnstrecke Zagreb-Belgrad über Šamac, Doboj, Zenica, Sarajevo und Mostar in die kroatische Hafenstadt Ploče.
- Die wichtigste Ost-West-Strecke verläuft vom kroatischen Sisak über Novi Grad und Banja Luka nach Doboj und mündet dort in die vorgenannte Strecke ein.

Diese Hauptachsen werden ergänzt durch die von Novi Grad über Bihać und Martin Brod nach Knin verlaufende Una-Bahn sowie eine von Doboj nach Tuzla führende Strecke, an die eine Strecke über Brčko nach Kroatien sowie eine Strecke über Zvornik nach Serbien anschließen.
Daneben gibt es eine Reihe von Werks- und Minenbahnen, die zum Teil noch mit Dampf betrieben werden.
Das Eisenbahnnetz von Bosnien und Herzegowina wurde im Bosnienkrieg stark beschädigt. Seit Dezember 2016 ist die Bahnverbindung von Zagreb nach Sarajevo eingestellt. Es gibt auch keinen Bahnverkehr zwischen Belgrad und Sarajevo.
Alle der noch von der k.u.k.-Monarchie errichteten Schmalspurstrecken („Bosnische Schmalspur“) wurden schon um 1970 aufgelassen und größtenteils abgebaut. Eine Ausnahme bildet die Werksbahn der Kohlenmine Banovići – hier standen noch 2011 Dampflokomotiven im gelegentlichen Einsatz.
2005 wurde ein Erneuerungsprogramm beschlossen. Es wurden neun spanische Talgo-Schnellzüge gekauft. Aktuell (2023) werden im täglichen Betrieb zwei der neun Talgo-Garnituren benötigt.

#### Luftfahrt

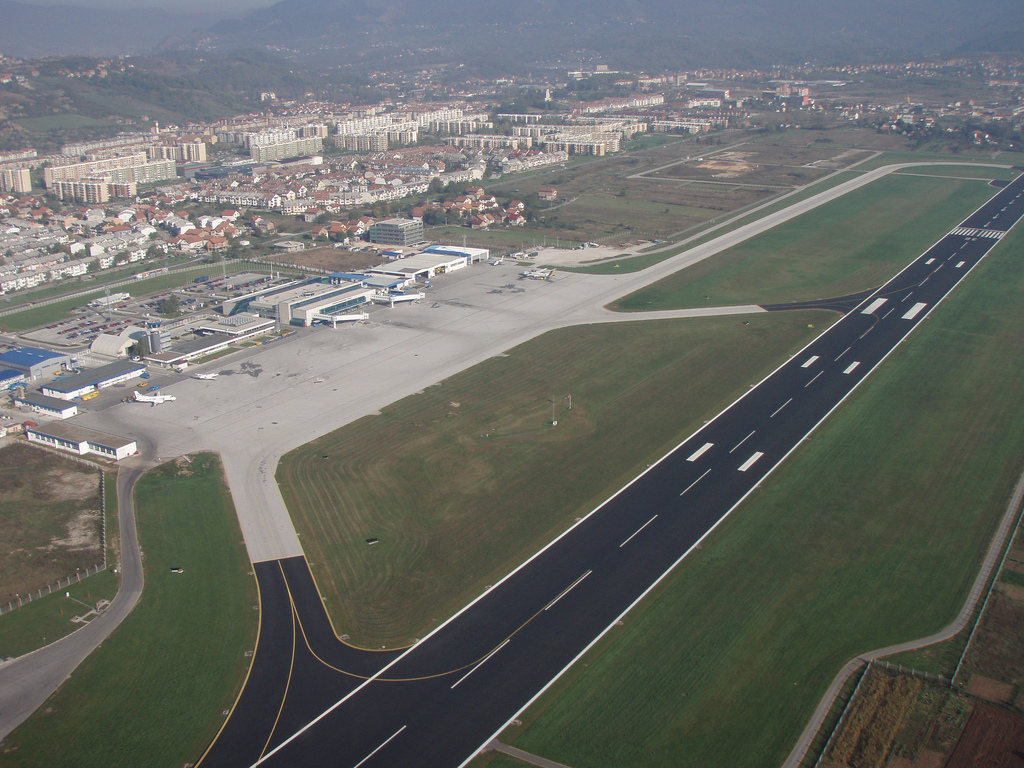
Flughafen in Sarajevo

Zurzeit gibt es vier internationale Flughäfen:
- Flughafen Sarajevo
- Flughafen Mostar
- Flughafen Banja Luka
- Flughafen Tuzla

#### Schifffahrt
Der Hafen Neum ist der einzige Zugang Bosnien und Herzegowinas zum Mittelmeer.

### Gefährdung durch Landminen

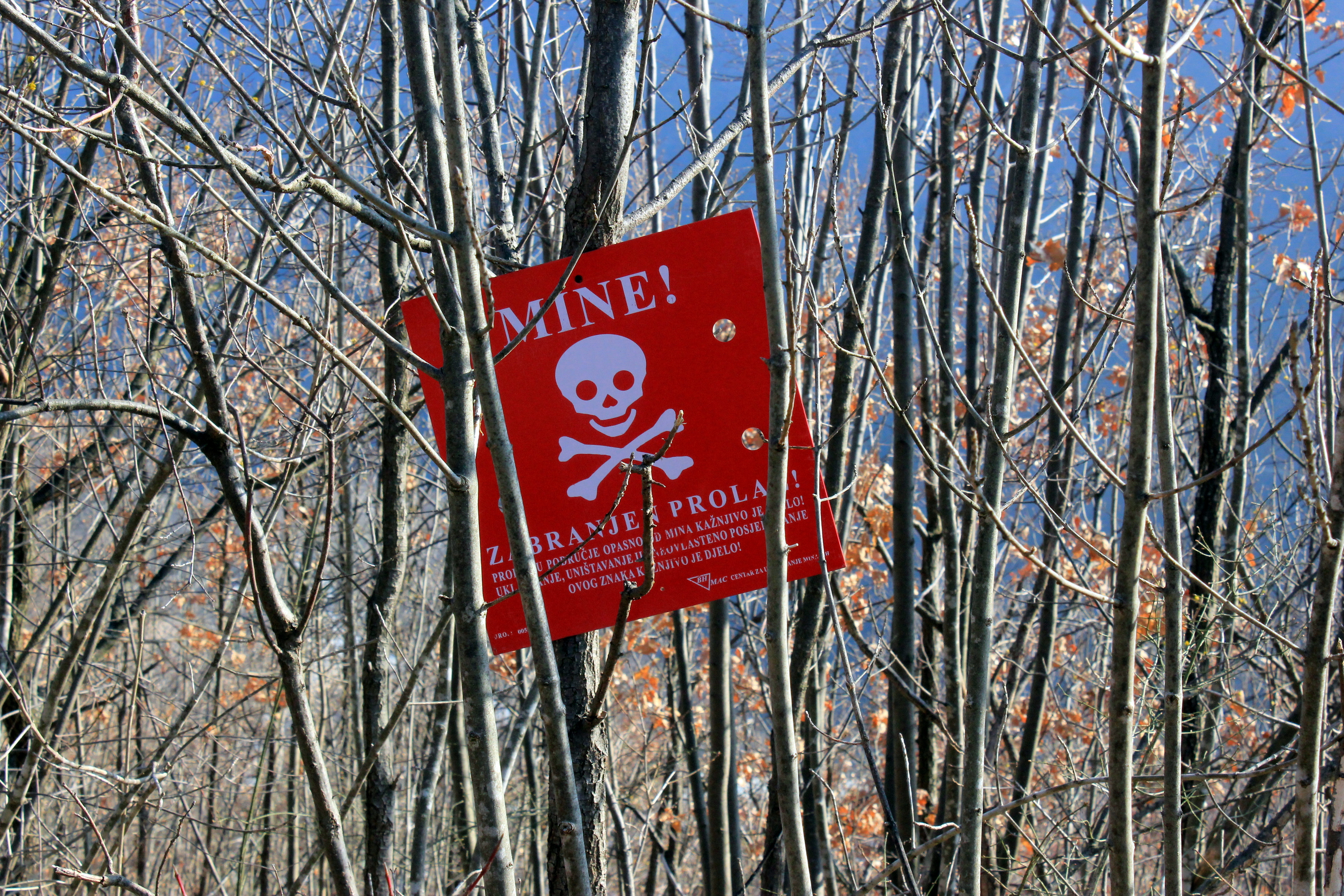
Minenwarntafel in den Bergen oberhalb von Sarajevo

Beim Verlassen befestigter Wege besteht in vielen Landesteilen Gefahr durch Landminen. Bosnien und Herzegowina ist neben dem Kosovo und Kroatien das am stärksten verminte Gebiet in Europa. Selbst 2009 galten noch rund 1573 Quadratkilometer der Staatsfläche – vor allem in den Wäldern und Gebirgsgegenden – als minengefährdet, während die Siedlungen und landwirtschaftliche Flächen in der Regel bereits geräumt wurden. Von Kriegsende 1996 bis 2017 wurden 605 Menschen bei Minenunfällen getötet (darunter 74 Minenräumer) und 1131 verletzt. Für die Beseitigung bekannter Minenfelder sind die Bosnisch-herzegowinische Streitkräfte (bosnische Armee) sowie zivile Räumfirmen verantwortlich.

## Kultur

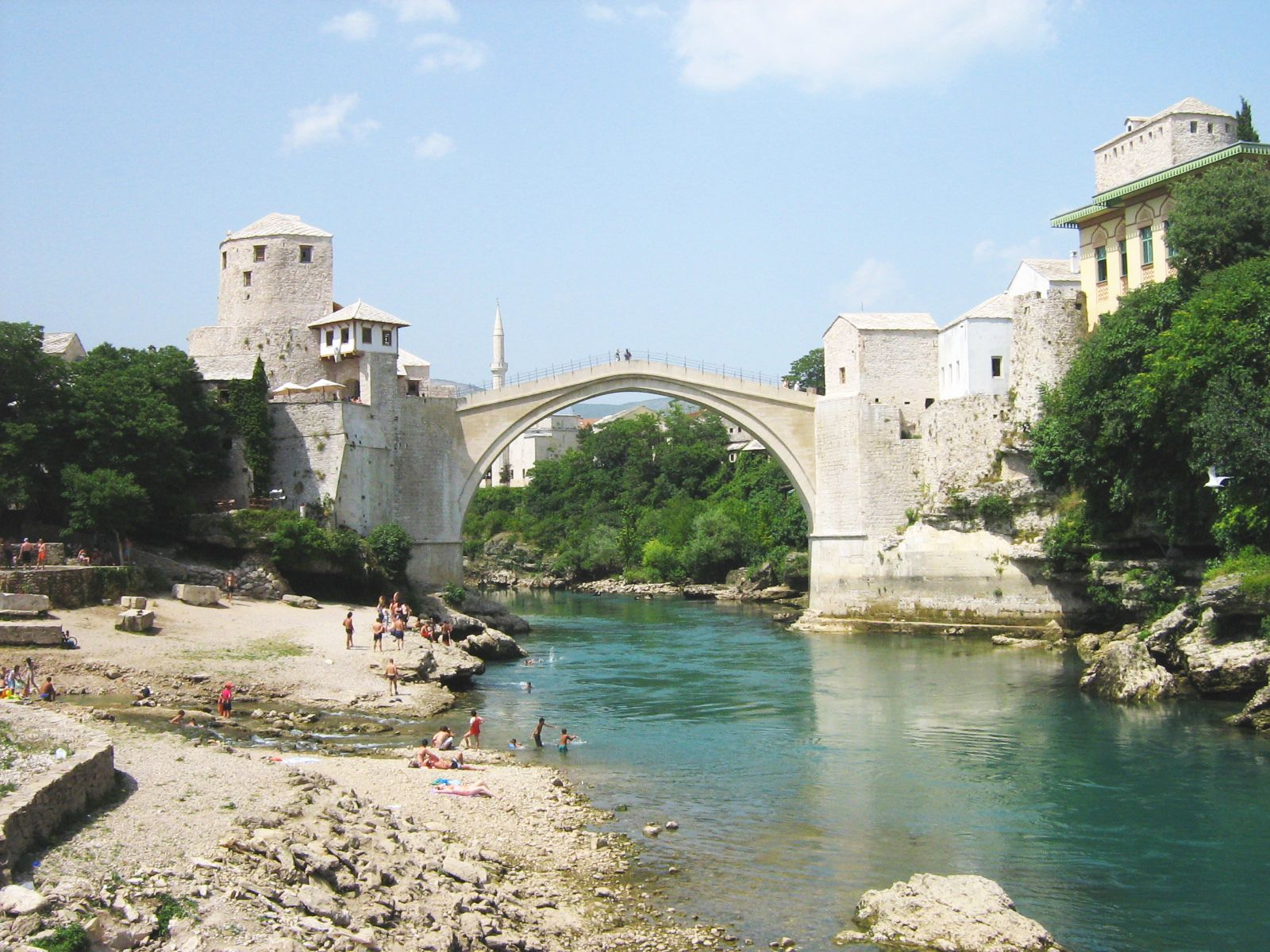
Die Stari Most in Mostar, 1566 erbaut, 1993 zerstört, 2002–2004 wieder aufgebaut

### Musik
Ein traditioneller Musikstil ist die Sevdalinka – bosnische Volksmusik, deren Charakter stark von osmanischen Einflüssen geprägt wurde. Die Volksmusik enthält darüber hinaus Merkmale der Musik der Sinti und Roma und anderer Volksgruppen. Ein bekannter Vertreter der Sevdalinka war bis zu seinem Tod Safet Isović. Die Sevdalinka kommt generell allerdings nur bei der älteren bosnischen Bevölkerung und teilweise der in Montenegro und Serbien wohnenden älteren Bosniaken gut an. Besser kommt dagegen die sogenannte Narodna muzika an, die eine Mischung aus der ehemaligen jugoslawischen Volksmusik, Pop und teilweise Techno-Musik bildet. Diese ist generell in den serbokroatischsprachigen Staaten seit ihrer Entstehung (ca. 1980) die beliebteste.
Bekannte Musiker im internationalen Raum aus Bosnien und Herzegowina sind neben Goran Bregović und seiner ehemaligen Band Bijelo dugme die Sänger Zdravko Čolić, Lepa Brena und Dino Merlin sowie die Rapper Edo Maajka und Frenkie. Die Rock/Pop-Gruppen Zabranjeno Pušenje, Plavi orkestar, Indexi, Crvena jabuka und Hari Mata Hari sowie die Heavy-Metal-Band Divlje Jagode gehörten neben Bijelo dugme zu den bekanntesten und beliebtesten Jugoslawiens. Das musikalische Zentrum dieser modernen bosnischen Musik war Sarajevo.

### Film
Seit Kriegsende haben einige bosnische Filme auch internationale Preise bekommen. Darunter waren Ničija Zemlja (deutsch Niemandsland, englisch No Man’s Land) von Danis Tanović aus dem Jahr 2001, der einen Golden Globe und einen Oscar erhielt, sowie der Film Grbavica, der auf der Berlinale 2006 einen Goldenen Bären bekam. Des Weiteren erntete der Film Welcome to Sarajevo mit Woody Harrelson großes Kritikerlob. Der Film befasst sich mit der Belagerung Sarajevos Anfang der 1990er-Jahre. Der Regisseur Emir Kusturica (Schwarze Katze, weißer Kater; Das Leben ist ein Wunder) stammt aus Sarajevo. Bei der Berlinale 2016 erhielt der Film Smrt u Sarajevu von Danis Tanović den Silbernen Bären.
Das Sarajevo Film Festival ist jedes Jahr im August filmischer und kultureller Höhepunkt und zieht immer mehr Touristen aus dem Ausland an.

### Medien
Die drei wichtigsten Tageszeitungen in Bosnien und Herzegowina sind Dnevni avaz (deutsch Tagesstimme) und Oslobođenje (deutsch: Befreiung), die beide in bosnischer Sprache in Sarajevo erscheinen, und Nezavisne novine (dt. Die unabhängige Zeitung), die in Banja Luka in serbischer Sprache und lateinischer Schrift erscheint.
Zudem gibt es eine Reihe von politischen Wochenzeitungen wie Slobodna Bosna (dt. Freies Bosnien) oder Dani (dt. Tage). Beliebt sind auch Zeitschriften, die über aktuelle Affären oder Stars der Volksmusik berichten, wie Express oder Svet (dt. Die Welt; eine gleichnamige und gleichformatige Zeitung erscheint auch in Serbien).
Bosnien und Herzegowina hat ein dreigliedriges öffentliches Rundfunk- und Fernsehsystem, mit einem nationalen Fernseh- und Radiosender der Anstalt BHRT (BHTV 1 und BH Radio 1) und je einem Entitäts Fernseh- und Radiosender, der RTVFBiH (FTV und Radio F.) in der Föderation und der RTRS (RTRS TV und RTRS RRS) (kyrillisch: PTPC) in der Republika Srpska. Einige private Sender wie BN TV, OBN oder NTV Hayat sind im ganzen Land zu empfangen. Sehr beliebt ist Kabelfernsehen, das Sender aus den Nachbarstaaten und dem deutschsprachigen Raum einspeist.
Seit dem 11. November 2011 sendet der neue Fernsehsender Al Jazeera Balkans aus Sarajevo, zunächst sechs Stunden täglich in der Landessprache.
Im Jahr 2023 nutzten 83,4 Prozent der Einwohner Bosnien und Herzegowinas das Internet.

### Sport
In Sarajevo und Umgebung wurden 1984 die Olympischen Winterspiele ausgetragen. In Bosnien und Herzegowina sind Fußball und Basketball die beliebtesten Sportarten.
Im Fußball entwickelte sich das Land stetig weiter und verbesserte sich. Für die Fußball-Europameisterschaft 2004 hätte sich Bosnien und Herzegowina beinahe qualifiziert, im letzten Spiel gegen Dänemark fehlte nur ein Sieg gegen den direkten Konkurrenten, das Spiel endete aber letztendlich 1:1, womit sich Dänemark für die Europameisterschaft 2004 qualifizierte. Bei der WM-Qualifikation 2014 setzte sich die Nationalmannschaft dann durch und nahm an der Weltmeisterschaft 2014 in Brasilien teil. Die Mannschaft unter dem damaligen Trainer Safet Sušić verlor allerdings zwei der drei Gruppenspiele und beendete die WM auf dem 3. Gruppenplatz. Berühmte Spieler der Nationalmannschaft sind unter anderem Edin Džeko, Miralem Pjanić und Vedad Ibišević.
Die Basketballnationalmannschaft hat sich für bislang sechs Europameisterschaften qualifizieren können, zuletzt 2011. Der wohl bekannteste Basketballer der Nation ist Mirza Teletović, der für die Milwaukee Bucks in der NBA aktiv ist.
Bei den Paralympischen Spielen 2004 in Athen gewann die bosnisch-herzegowinische Volleyballmannschaft die Goldmedaille.
Special Olympics Bosnien und Herzegowina wurde 1999 gegründet und nahm mehrmals an Special Olympics Weltspielen teil.
Einen Erfolg auf internationaler Ebene für Bosnien und Herzegowina erreichte die Schachnationalmannschaft mit dem zweiten Platz bei der Schacholympiade 1994 in Moskau.

### Kunst und Kunsthandwerk
In Bosnien und Herzegowina wird der Bosanski ćilim hergestellt, eine Variante des Kelims. Die Zmijanje-Stickerei wird seit dem 26. November 2014 auf der UNESCO-Liste des immateriellen Kulturerbes der Menschheit geführt.

### Essen und Trinken

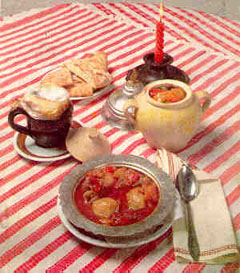
Bosnischer Eintopf (Bosanski Lonac)

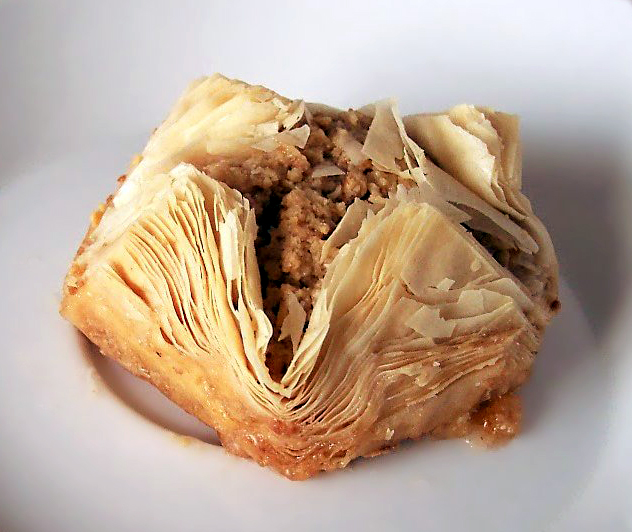
Baklava

Die Landesküche hat viele Spezialitäten zu bieten, z. B. Bosanski Lonac, Ćevapi, Lokum („Türkischer Honig“), Pita (Pide) in allen Variationen von Gemüsearten. Daneben gibt es Sogan Dolma, Somun, Japrak, Baklava, Halva, Burek, Sarma und vieles mehr. Sie ist stark von der Türkischen Küche beeinflusst. Türkischer Kaffee – der in einem speziellen Kaffeekännchen aufgekocht wird – und selbstgebrannter Pflaumenschnaps (Šlivovic) sind verbreitete Getränke.

### Feiertage und Feste
Neben religiösen Feiertagen wie Weihnachten und Ostern (bei den Kroaten und Serben), und den islamischen Festen Ramazanski Bajram (am Ende des Ramadan) und Kurban Bajram (zur Zeit der Pilgerfahrt nach Mekka), gelten folgende Feiertage in Bosnien und Herzegowina:
- Neujahr (Nova Godina): Der 1. und 2. Januar sind Nationalfeiertage, Silvester wird prächtig gefeiert und der 13. Januar (Serbisches Neujahr nach dem julianischen Kalender).
- Tag der Arbeit (Prvi maj): Der 1. und 2. Mai sind nationale Feiertage, der Tag der Arbeit wird als Anlass für große öffentliche Feiern genutzt.

In der Föderation werden außerdem folgende Feiertage begangen:
- Unabhängigkeitstag (Dan nezavisnosti): 1. März – erinnert an den Abschluss des Referendums zur Unabhängigkeit am 29. Februar / 1. März 1992.
- Nationalfeiertag (Dan državnosti): 25. November – erinnert an die Ausrufung der Volksrepublik Bosnien und Herzegowina in Mrkonjić Grad am 25. November 1943.

In der Republika Srpska werden der 1. März und der 25. November nicht gefeiert, dafür aber der 9. Januar als Tag der Republik (Dan Republike) und der 21. November (Tag des Dayton-Abkommens).
Daneben gibt es in den verschiedenen, hauptsächlich von Kroaten bewohnten Gemeinden und Dörfern lokale Feiertage, die sich am christlichen Kalender orientieren (z. B. Namenstage Heiliger, „kleine Ostern“ etc.). Ein besonderer Feiertag ist der Namenstag des Schutzpatrons eines jeden Ortes. Neben einer sehr gut besuchten Messe und evtl. einer Prozession gibt es in den meisten Häusern und auf Plätzen Feierlichkeiten, zu denen auch die Einwohner der Nachbarorte kommen.